# Izborsk
Izborsk (en russe : Избо́рск, prononcé [ˈɪzbɔːrsk], en estonien : Irboska, en seto : Irbosk, Irbuska), ou plus communément Stari Izborsk (russe : Старый Изборск, Stary Izborsk, fr. « Vieil Izborsk ») pour la différencier de Novy Izborsk, est un hameau russe historique située dans le raïon de Petchory, dans l'oblast de Pskov. La localité d'Izborsk est située en Russie européenne, près de sa frontière avec l'Estonie. Selon le recensement de 2021, elle est peuplée de 501 habitants, et elle fait partie de l'établissement urbain de Petchory comme municipalité.
Izborsk entre dans l'histoire en 862, lorsqu'elle est mentionnée par la Chronique des temps passés, faisant d'elle une des dix villes de la Rus' de Kiev mentionnée au IXe siècle, aux côtés de Novgorod, Kyiv, Mourom, Staraïa Ladoga entre autres. Mais les fouilles archéologiques ont démontré son peuplement par la culture de Prague dès le VIIIe siècle. Au XIe siècle, les sièges fréquents de chevaliers de l'ordre de Livonie poussent au déplacement du village sur la colline actuelle. Au siècle suivant, la ville rejoint la république de Pskov, et résiste à huit sièges, ce qui lui donne la réputation de la  « ville de fer » pour ses ennemis. Au XIVe siècle, la forteresse d'Izborsk est construite, et en 1510, la république de Pskov est annexé à la Grande-principauté de Moscou, ancrant depuis la ville dans le giron russe. Elle passe brièvement sous le contrôle des Allemands en 1918, puis est annexée à l'Estonie en 1920 par le traité de Tartu, avant qu'elle soit occupée en 1940. À nouveau occupée par les Allemands entre 1941 et 1944, elle est libérée le 30 juillet 1944, et fait depuis partie de l'oblast de Pskov.
Dominant par sa colline les plaines environnantes, ce qui était autrefois un des maillons de la défense de la frontière occidentale de la Russie est devenu un centre touristique important, avec près de 400 000 touristes en 2022. Le hameau bénéficie aujourd'hui de monuments importants classés au patrimoine russe, dont sa forteresse bien conservée, mais aussi la cathédrale Saint-Nicolas, l'église Saint-Nicolas-du-gorodichtché, l'église des Saints-Nikandros-et-Serge ainsi que le site archéologique du gorodichtché de Trouvor. Le patrimoine naturel est non négligeable, Izborsk se trouvant dans la vallée d'Izborsk-Maly, un monument naturel d'important régional, qui comprend les sources de Sloven et le lac du Gorodichtché entre autres. Son patrimoine a permis à Izborsk de devenir adhérant à l'association Les Plus Beaux Villages de Russie depuis 2021.

## Géographie

### Situation

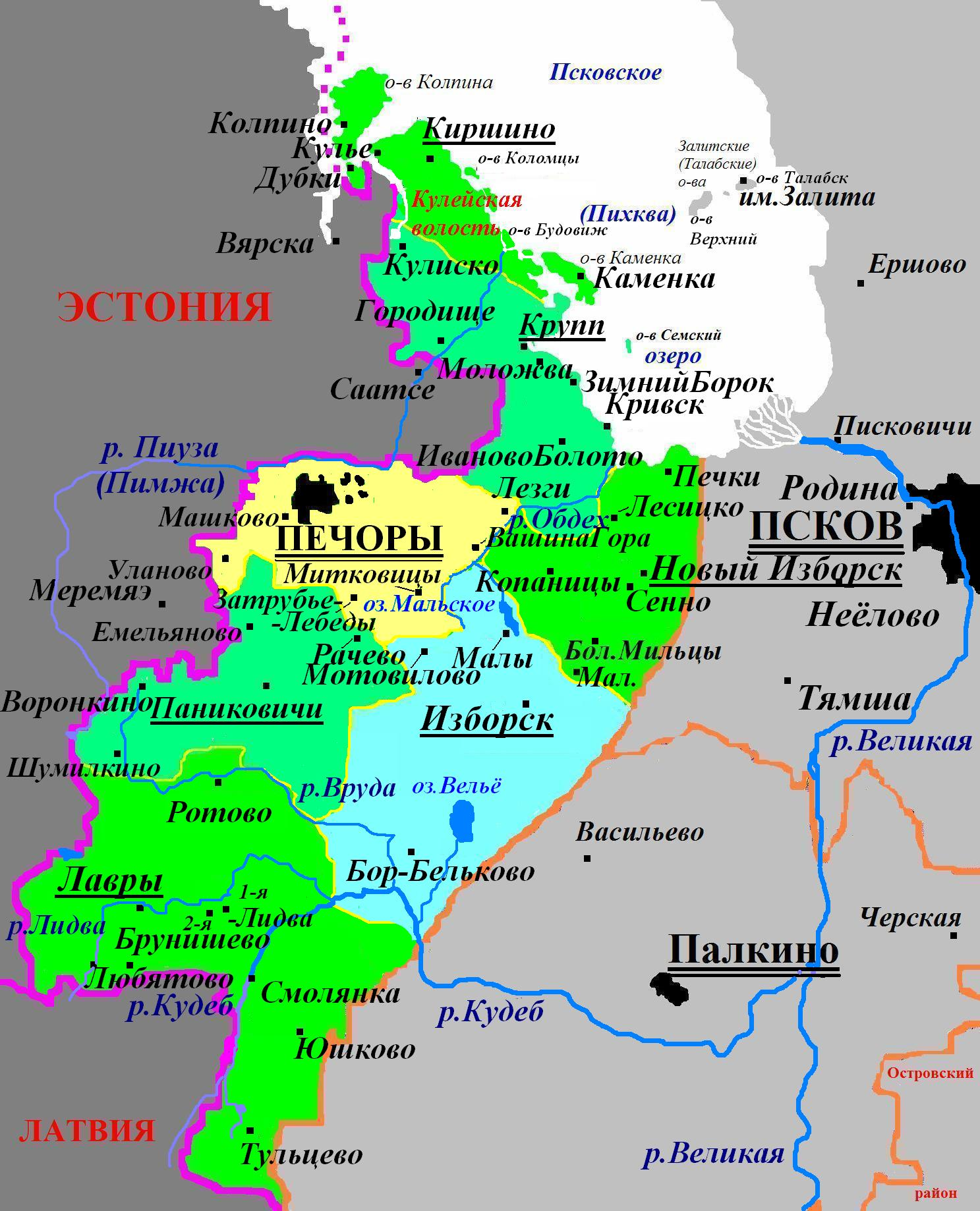
Carte du raïon de Petchory, avec Izborsk souligné dans la partie bleue ciel.

Izborsk est située dans l'ouest de l'oblast de Pskov, oblast au nord-ouest de la capitale Moscou. L'oblast se trouve en Russie européenne, dans le district fédéral du Nord-Ouest. La ville de Saint-Pétersbourg, qui est la capitale du district, est à 285 kilomètres au nord-est, Moscou, se trouve à 633 kilomètres au sud-ouest du village, tandis que la capitale du sujet Pskov est à 30 kilomètres à l'est-est-nord.
Par la route, Izborsk est distante de 31 kilomètres de Pskov, de 327 kilomètres de Saint-Pétersbourg et de 735 kilomètres de Moscou. Elle est plus proche de Tallin et de Riga que de Moscou, avec respectivement 299 kilomètres pour la capitale estonienne et 255 kilomètres pour la capitale lettone.
En effet, la ville est proche de la frontière occidentale de la Russie. La frontière avec l'Estonie est à 16 kilomètres au nord tandis que la frontière avec la Lettonie est à 25 kilomètres au sud-ouest,.
La localité est située dans le raïon de Petchory (en), raïon ayant une superficie de 1 251 km2 dans l'est de l'oblast. Le raïon compte 387 localités, avec comme centre administratif la ville de Petchory, et les localités sont réparties dans quatre municipalités. La municipalité à laquelle est rattachée Izborsk est depuis 2015 l'établissement urbain de Petchory (ru). Avant 2015, Izborsk était le centre de son propre volost, le volost d'Izborsk (ru),.

### Localités limitrophes
Izborsk est limitrophe de onze localités:
- au sud, elle est limitrophe de Lopotovo (sud-est-est), de Kamenka (sud-est), de Ryjovo (sud), de Tereb (sud-ouest) ;
- à l'ouest, elle est bordée par Viazmono (sud-ouest-ouest), Tretiakovo (ouest), Goussinets (nord-ouest) ;
- au nord, se trouvent Konetchki (nord-nord-ouest), Brod (nord), Vasstsy (nord-nord-est) ;
- à l'est se situe Verkhni Kroupsk (est).

Toutes ces localités font aussi partie de l'établissement urbain de Petchory (ru).
| Goussinets, Konetchki | Brod    | Vasstsy         |
| Tretiakovo            | Izborsk | Verkhni Kroupsk |
| Viazmono , Tereb      | Ryjovo  | Lopotovo        |

### Géologie
La localité se situe sur la partie nord-ouest de la plaque russe (ru), une partie de la plaque eurasiatique en Russie européenne. Les sols sous Izborsk ont une base cristalline rigide, avec des granites, du gneiss et des schistes métamorphiques. Sur cette base se trouve une couverture sédimentaire du Protérozoïque et du Paléozoïque. Cette couverture est riche entre autres d'argiles, de grès, de meulières, de siltstones, de roches carbonatées, etc. Ces roches sédimentaires anciennes sont recouvertes de partout par des sédiments du quaternaires jeunes et meubles, avec des restes d'anciennes moraines et des sables.
Plus précisément, le territoire du village se situe sur la partie ouest de la cuesta du Dévonien (Paléozoïque) de l'oblast de Pskov. On trouve dans cette couche des sédiments sablo-argileux et des calcaires et dolomites. La partie des sédiments du quaternaire sous le village sont de faibles épaisseurs (moraines et sables).
Les sols d'Izborsk et ses environs sont humides, et les principaux types de sols sont les rendosol, les sols gazeux-podzoliques, les alluvions et les tourbes. Ces sols se sont formés par-dessus les dépôts de moraines carbonatées.

### Reliefs et hydrologie
Les envions d'Izborsk ont la caractéristique d'avoir de nombreux reliefs érodés, glissements terrains, à cause de la structure géomorphologique karstique et des dernières glaciations. Dans les reliefs érodés, on retrouves des vallées de rivières, des arroyos, des ravines et autres. Les vallées de rivières et ravines, dont les vallées d'Izborsk-Maly et de Novo-Izborsk appartiennent principalement à des érosions d'avant les périodes glaciaires.
La vallée d'Izborsk-Maly possède des glissements de terrain, ainsi que des lacs, dont le Gorodichtchenskoïe, lac dans le nord-est du village. Cette vallée est large 500 à 800 mètres, tandis que sa profondeur est de 40 à 50 mètres, et le village est son extrémité sud.
Le réseau hydrologique d'Izborsk et ses environs est peu développé. La seule rivière qui coule est la Smolka, qui après avoir passé le Gorodichtchenskoïe (lac du Gorodichtché) et le Malskoïe, devient la rivière Obdekh, qui va se jeter dans le lac de Pskov, un lac du système hydrologique du Narva. Il y avait d'autres fois d'autres lacs autour d'Izborsk, mais la plupart sont devenus des marécages ou des tourbières.

Près du Gorodichtchenskoïe, il y a les sources de Sloven, du nom du fondateur d'Izborsk,. On compte aussi d'autres sources, dont celle de Saint-Nicolas, la source Kipoun, la source Podaltarny et la source Bogoroditski. Ces sources et exutoires s'expliquent par le caractère karstique des roches.

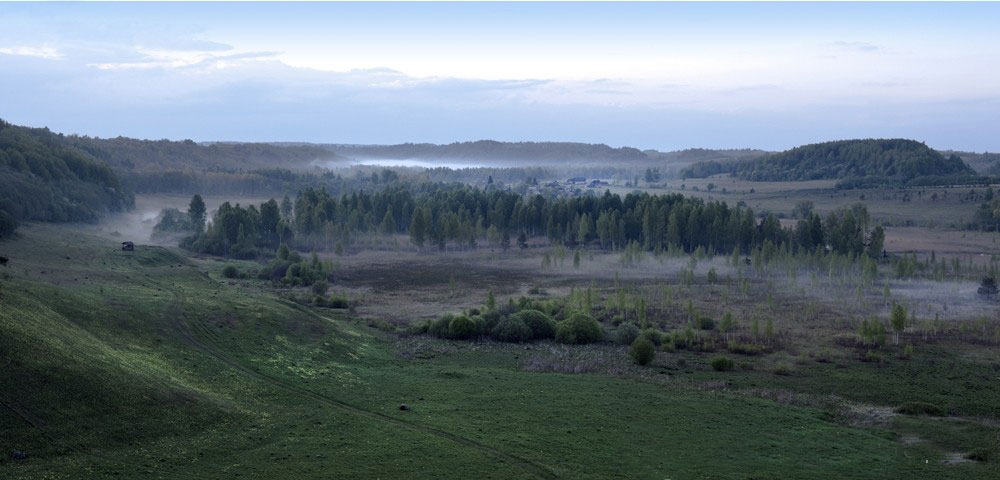
Vallée d'Izborsk-Maly.
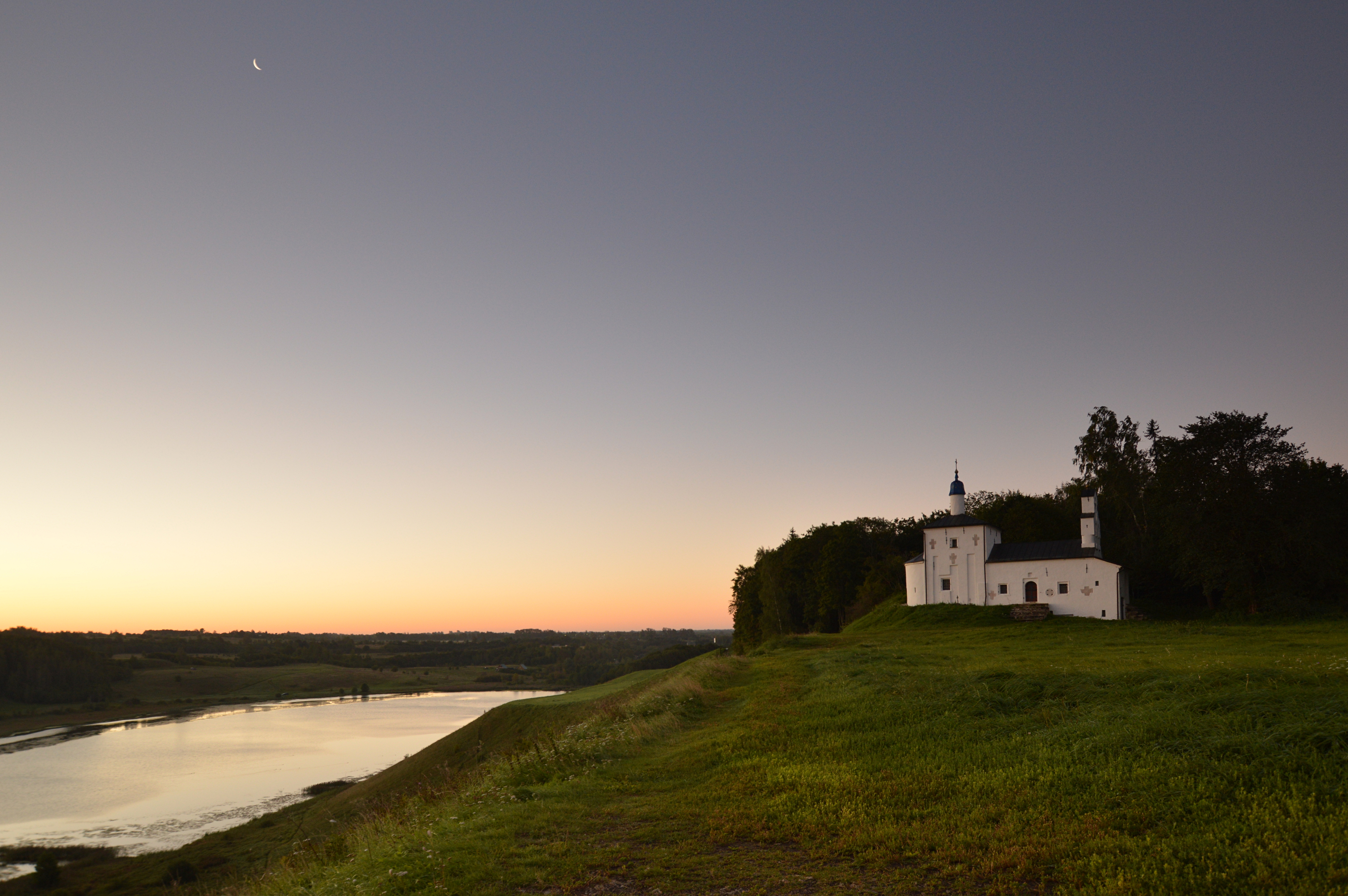
Le lac Gorodichtchenskoïe et l'église Saint-Nicolas.

### Climat
Le climat de la ville est un climat continental de type Dfb, influencé de manière modérée par les masses d'air de l'Atlantique et de l'Arctique. Les températures moyennes à Izborsk sont de −7,2 °C en janvier, de −7,2 °C en juillet. La température annuelle moyenne est de 4,5 °C. Les hivers sont doux et court pour la moyenne russe, même s'il y a 95 jours d'enneigement stable. Les précipitations sont de l'ordre de 600 mm par an.
La station météorologique la plus proche est à Pskov :
| Mois                              | jan. | fév. | mars | avril | mai  | juin | jui. | août | sep. | oct. | nov. | déc. | année |
| --------------------------------- | ---- | ---- | ---- | ----- | ---- | ---- | ---- | ---- | ---- | ---- | ---- | ---- | ----- |
| Température minimale moyenne (°C) | −8,3 | −8,8 | −4,9 | 1,3   | 6,5  | 10,6 | 13   | 11,6 | 7,2  | 2,7  | −1,9 | −5,8 | 1,9   |
| Température moyenne (°C)          | −5,6 | −5,5 | −1   | 6,3   | 12,3 | 16   | 18,3 | 16,7 | 11,6 | 6    | 0,3  | −3,4 | 6     |
| Température maximale moyenne (°C) | −3   | −2,3 | 2,9  | 11,3  | 18   | 21,3 | 23,6 | 21,8 | 16   | 9,2  | 2,5  | −1   | 10    |
| Précipitations (mm)               | 48   | 35,2 | 35,4 | 34,7  | 54,8 | 87,1 | 75,6 | 90,6 | 65,6 | 62,1 | 53,4 | 47   | 689,5 |

## Toponymie

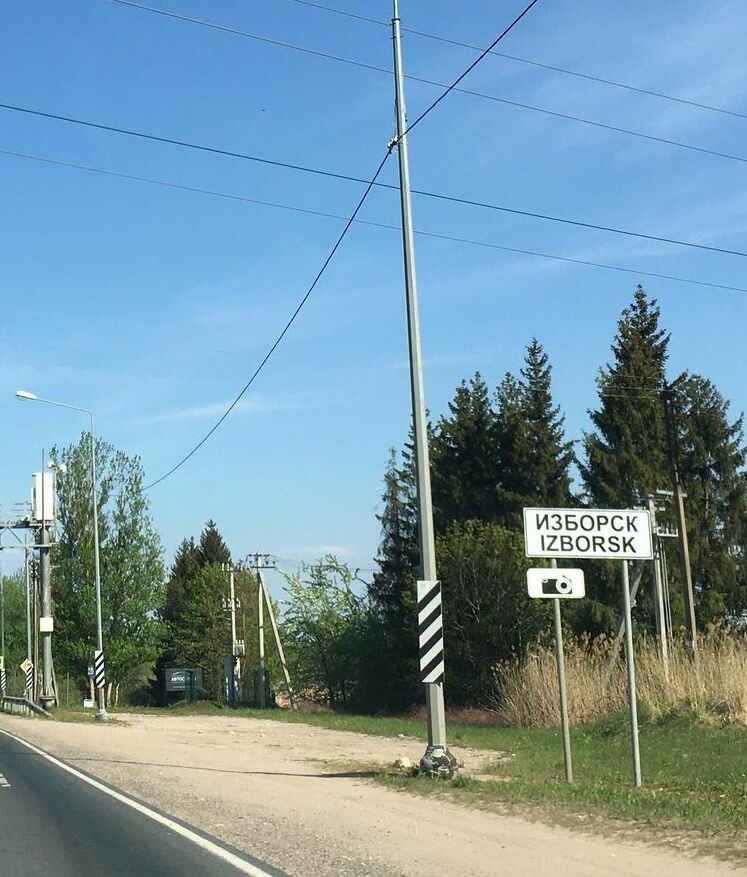
Panneau d'arrivée à Izborsk.

Le village, qui est mentionné pour la première fois en 862 dans les annales Chronique des temps passés, est un des plus vieux villages de Russie. Au cours du temps, le village fut appelé Izboresk, Sboresk, Sborsk, Sborts, Izborsk, Izborsko, Izborovsk , Izboresk , Izborsko, Irboska, et en estonien Irboska.
Selon les chroniques du XVIIe siècle, en particulier le Conte de Sloven et de Rus et de la ville de Slovensk, la ville s'appelait à l'origine Slovensk, du nom de son fondateur Sloven, le fils légendaire du prévôt de Novgorod Gostomysl (en). Mais après sa mort, la ville serait passée à son fils Izbor, et la ville commença à s'appeler Izborsk  soit littéralement la « [ville] d'Izbor », sk étant le possessif. Il est important de noter que ce livre est considéré comme fantastique et faux.
Il existe d'autres versions pour expliquer l'origine du nom de la ville, avec l'opinion la plus répandue depuis le milieu du XVIIIe siècle de l'origine scandinave (normande) d'Izborsk. Le nom viendrait d'Isaburg, c'est-à-dire la ville sur la rivière Isse (ou Issa). Une autre est la théorie finno-scandinave, ou Issa est le « père » en estonien, dans le deuxième borg, le scandinave pour « ville ». Ce serait alors la ville du père, la ville père.
Mais ces versions ne sont pas acceptées par la science moderne, la ville ayant été fondée par les Slaves comme le confirment de nombreuses fouilles archéologiques. Ainsi, seuls les Slaves pouvaient nommer la ville. Il est fort probable que le nom Izborsk soit dérivé du prénom masculin Izbor, répandu dans le monde slave païen. Il se pourrait aussi que le nom provienne du mot bor signifiant « forêt », la localité slave ayant été entourée d'une forêt dense et impénétrable. Enfin, le nom pourrait venir de sbor, qui signifie « rassemblement », Izborsk ayant été à plusieurs reprises un lieu de rassemblement pour les armées dont l'armée russe.
Ses résistances lui ont donné le surnom de « ville de fer »,, terme pour la première fois utilisée par le poète autrichien Peter Suchenwirt (de) (* vers 1320 ; † après 1395)  qui a battu du côté de l'Ordre Livonien à Izborsk.

## Histoire

### Avant la première mention
Au tourant des VIIe – VIIIe siècles, la ville d'Izborsk fut fondée comme colline fortifiée par les tribus Slaves colonisant alors le nord de la Russie. Mais Izborsk, même si fondée par les Kirivitches, était aussi habitée par les Tchoudes Baltes, la ville se situant à la frontière du monde balte et du monde slave.

### Varègues et Rus' de Kiev

#### Première mention

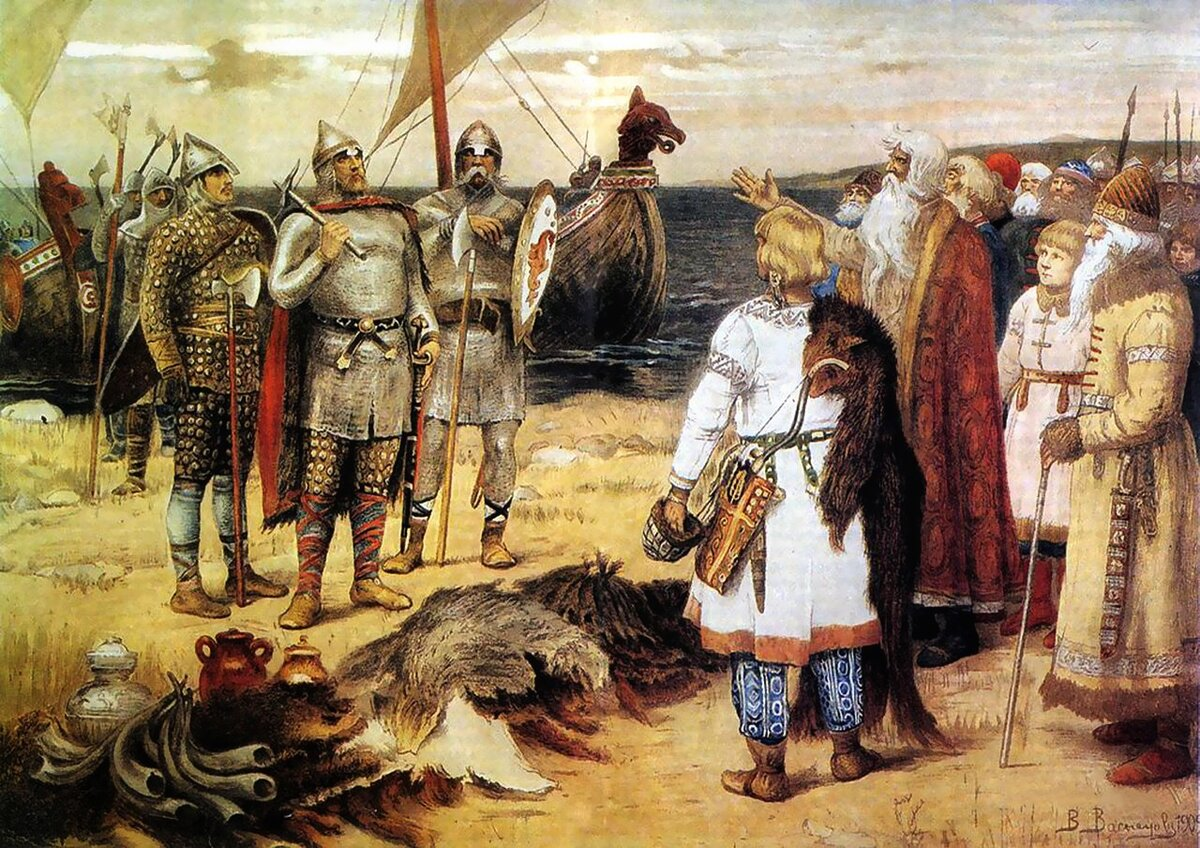
Arrivée de Rurik à Ladoga, Viktor Vasnetsov (1848-1926).

La première mention d'Izborsk a lieu en 862 dans une des anciennes chroniques russes, la Chronique des temps passés. Dans un extrait, on apprend que cette année là, une confédération de trois grandes formations tribales de la ceinture forestière de la plaine d'Europe de l'Est a fait un appel, évènement nommé l'appel aux Varègues (ru). Les trois tribus qui lancent cet appel sont les Slovènes, les Krivitches et les Mériens (selon les versions de la crhonique, les Tchoudes ou les Vepses), pour gouverner les tribus qui elles se font la guerre. Ils firent appel au chef des Varègues, Riourik, et à ses frères Sineus et Trouvor. Le premier s'établit à Ladoga, tandis que le deuxième alla à Beloozero et le troisième à Izborsk,,,.
Dans la Chronique des temps passés, ici traduite par Louis Léger, la première mention d'Izborsk est faite ainsi:
En l'an 6370 [862 selon la chronologie moderne]... Et trois frères se réunirent avec leurs familles, et emmenèrent avec eux tous les Russes: ils allèrent d'abord chez les Slaves, bâtirent la ville de Ladoga, et Rurik l'aîné s'établit à Ladoga: le second Sinéous sur les bords du lac Blanc, et le troisième Trouvor à Isborsk. C'est de ces Varègues que les Novgorodiens ont été appelés Russes. [...] Au bout de deux ans moururent Sinéous et son frère Trouvor et Rurik s'empara de tout le pays.
Avec cette mention en 862, la ville rentre aux côtés des villes de Kiev, Novgorod, Smolensk, Beloozero, Ladoga, Mourom, Rostov et Polotsk comme l'une des plus anciennes de Russie, reliant directement ces villes dont Izborsk à la formation de la Rus' de Kiev. Mais cependant, cet évènement n'apparaît pas de la même façon dans les Chroniques de Pskov (ru). Dans la première chronique de Pskov de 1469, l'attribution des villes n'est pas citée, dans la seconde il y a pareil que dans la Chronique des temps passés, mais dans la troisième, la ville d'Izborsk est remplacé par la ville de Slovensk (ru).
La ville de Slovensk est aujourd'hui considérée comme légendaire,, et le récit qui parle le plus de la ville de Slovensk, le Conte de Sloven et de Rus et de la ville de Slovensk, est considéré comme de nature fantastique , comme une fiction littéraire ; avec une conception et une datation qui contredisent les réalités historiques. Le Conte de Sloven et de Rus et de la ville de Slovensk répand d'autres idées fausses, avec comme quoi cette Izborsk était peuplée principalement de Slovènes. Mais surtout, le Conte répand comme quoi la ville aurait été fondé par un certain prince nommé Sloven, fils de Gostomysl (en), qui avait un fils Izbork, et auquel il donna le nom à la ville, soit Izborsk. Le Conte a propagé ces connaissances dans de nombreux livres, avant que les historiens russes dénoncent la chronique,.

#### Le choix de la ville comme siège et controverses
La question de pourquoi Pskov n'avait pas été choisie comme siège de Trouvor a longtemps été exploré par les chroniqueurs russes. Dans la Chronique d'Arkhangelsk (vers 1584), il est rapporté que qu'Izborsk était une grande localité Krivitche. Dans le Livre dynastique  de la même époque, il est dit que  « ... la ville de Pskov n'existe pas encore, mais il y avait alors la ville initiale dans ce pays, appelée Izboresk, où Truvor règne déjà ».
Selon Vassili Tatichtchev, historien et géographe russe du XVIIe et XVIIIe siècles, Pskov n'existait pas encore au moment du choix de la ville. Mais il nuance néanmoins, car quand Pskov est apparu plus tard, la ville la plus importante devint Pskov, qui devint par ailleurs capitale de la république de Pskov,.
Pour Nikolaï Karamzine, écrivain et historien russe des XVIIIe – XIXe siècles, Izborsk était le choix naturel, car étant la ville des Krivitches qui participèrent à l'appel des Varègues à régner. Les villes de Smolensk et Polotsk étaient certes existantes et aussi peuplées de Krivitches, mais ne faisaient pas partie de la confédération et ne participèrent pas à l'appel aux Varègues,. Pour Sergueï Soloviov, historien russe du XIXe siècle, Slovensk, en reprenant les informations du Conte, était bien la capitale de Trouvor.
Mais Alexeï Chakhmatov a lui été critique envers cette conception, car l'appel est pour lui infondé, car l'évènement apparait seulement dans la Chronique des temps passés au XIIe siècle, soit quatre siècles après les évènements. Il dit certes que c'est tout à fait naturel que Riourik ait choisi Novgorod, la ville étant déjà importante, mais qu'il n'est pas possible d'expliquer pour Izborsk, et non Pskov, Polotsk ou Smolensk, qui avaient plus de droits qu’Izborsk d’être des centres des Kirivitches. Selon lui, les compilateurs de la Chronique d'Arkhangelsk et du Livre dynastique ont tenté d'expliquer pourquoi la ville avait été choisie, sans réussir.
Il faut noter que pendant un temps, l'existence de Sineus et Trouvor était controversée, certains dont George Vernadsky (en) et Boris Rybakov soutenant qu'il y a eu une mauvaise traduction, et que les mots Sineus et Trouvor ne désignent pas des personnes. Mais aujourd'hui, il est généralement admis que Sineus et Trouvor sont bien des personnes dans le livre, cause soutenue entre autres par Vilhelm Thomsen, linguiste danois, qui explique que Trouvor et Sineus étaient des noms répandus de l'ère viking.
Mais il en reste néanmoins qu'il est généralement admis à l'heure actuelle que l'appel est une invention relevant plus du folklore que d'autre chose. Par ailleurs, les fouilles archéologiques ont établi qu'il n'existait aucune preuve de la présence des Varègues aux IXe et XXe siècles, y comris de Trouvor.

### Izborsk face aux Croisés
Après 862, plus aucune mention d'Izborsk n'est faite, ni dans les chroniques, ni dans les documents officiels, pendant plus de trois siècles et demi. L'on sait qu'au Xe siècle, Izborsk a été supplantée par la ville de Pskov, qui profitait elle de la rivière Velikaïa qui permettait d'avoir un port.
Ce n'est que dans les années 1220 — 1240 qu'elle réapparaît. À ce moment-là, l'Ordre de Livonie est établi en 1237 par le pape Grégoire IX comme branche de l'Ordre du Temple. L'Ordre de Livonie est le successeur de l'ordre des chevaliers Porte-Glaive (fondé en 1202). L'Ordre de Livonie reprend la mission de son prédécesseur, combattre les tribus baltes et les christianiser.

#### Chevaliers Porte-Glaive

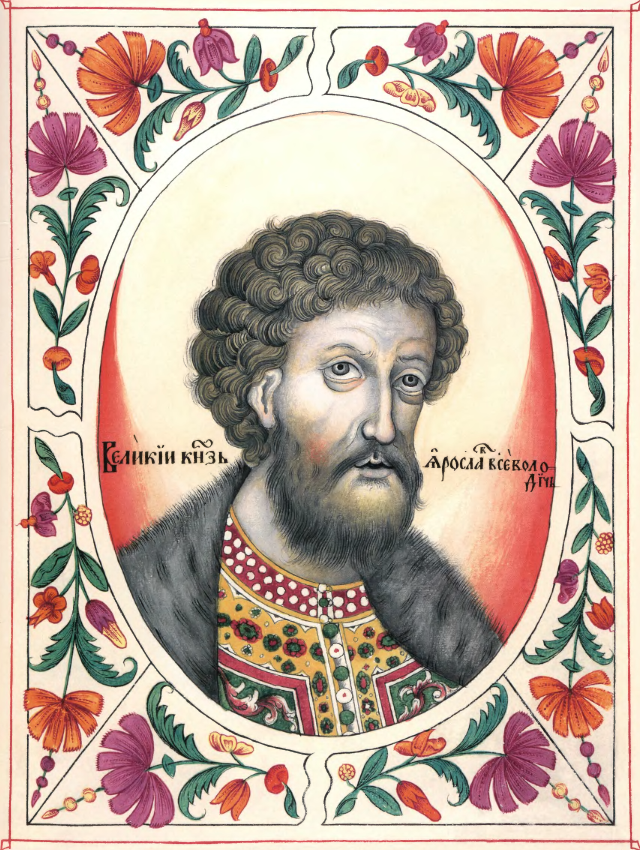
Iaroslavl Vlsevoloditch, prince de Novgorod. Titulaire du tsar, 1672.

Les Croisés s'attaque aux tribus latgaliennes et estoniennes qui peuplent le nord du territoire balte. Mais certaines de ces tribus étaient alors établis dans les régions de Novgorod et de Pskov, et les intérêts des Croisés s'opposèrent de ceux de ces villes. Villes alors commerçantes et membres de la hanse, les boyards soutenaient les affrontements militaires. Mais les intérêts de Pskov et de la république de Novgorod était ambiguës envers les chevaliers Porte-Glaive puis Livoniens, Pskov agissant parfois de manière indépendante, alors que Novgorod avait des intérêts stratégiques et tentaient de subjuguer à la fois les Livoniens et la ville de Pskov. En 1227, après la mort du prince de Pskov Vladimir Mstislavitch (ru), c'est son fils Iaroslavl Vladimirovitch (ru) qui monte sur le trône. Son père bénéficiait du soutien des habitants de la ville car il maintenait de bonnes relations avec les Croisés, et il avait marié son fils Iaroslavl à une Allemande. En 1228, Pskov conclut un accord avec Riga de nature défensive mutuelle clairement définie. Les parties se sont engagées à fournir une assistance militaire en cas d'attaque (Novgorod ou la Lituanie) contre l'un des alliés. Dès lors, les relations entre Pskov et Novgorod se sont fortement détériorées, et Iaroslav II de Vladimir, prince de Novgorod, fit pression pour que Iaroslavl Vladimirovitch ne monte pas sur le trône. Si Novgorod acceptait de voir ce prince, c'était reconnaître l'indépendance de Pskov. Vers 1230, Iaroslavl Vladimirovitch s'enfuit de Pskov à Odenpe sous la protection des chevaliers Porte-Glaive,.
Mais ne voulant pas abandonner, Iaroslavl Vladimirovitch et ses alliés Croisés tentèrent de s'emparer d'Izborsk en 1233, comme étape vers Pskov. Iaroslavl Vladimirovitch espérait qu'Izborsk le laisserait rentrer en tant que « prince légitime », et que les Pskovitains le soutiendrait pour qu'il revienne sous le trône de Pskov. La forteresse d'Izborsk fut brièvement prise, mais les détachements de Novgorod stationnés à Pskov se dépêchèrent et vainquirent l'armée de Iaroslavl et des chevaliers Porte-Glaive. Iaroslavl Vladimirovitch  fut envoyé à Pereslavl.
En 1234, les chevaliers Porte-Glaive attaquèrent Tesov, où le voïvode Kirill Sinkinitch fut capturé. Cette attaque fit monter le sentiment anti-Croisés aussi bien à Pskov qu'à Novgorod. En retour, les Russes incendièrent le monastère de Folkenau (actuelle Estonie). Après ces représailles, les deux partis conclurent un traité de paix, où Iaroslavl fut échangé contre le voïvode capturé à Tesov, et une rançon fut également payée par les chevaliers Porte-Glaive,.

#### Domination livonienne

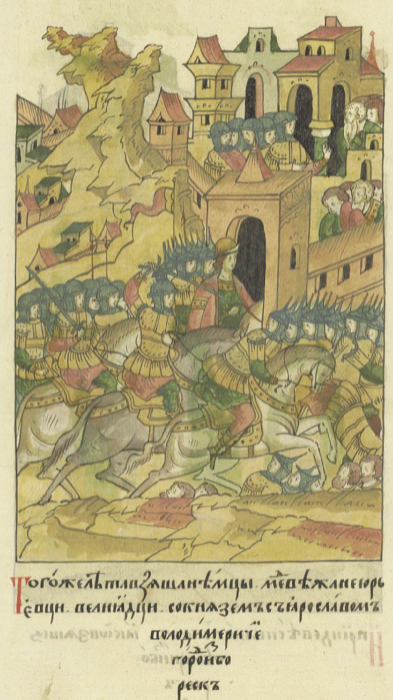
Prise d'Izborsk par Iaroslavl (1240). Chronique illustrée d'Ivan le Terrible, XVIe siècle.

En septembre 1240, une importante armée Livonienne (les chevaliers Porte-Glaive deviennent l'ordre en 1237) franchit la frontière de la principauté de Pskov. Cette armée comprenait l'escouade du prince Iaroslavl Vladimirovitch, des détachements de l'évêque de Dorpat et de nombreux vassaux de l'ordre de Livonie. Le 16 septembre 1240, les Livoniens s'emparent d'Izborsk, et entre 600, et 800 personnes moururent lors de la prise de la ville. Un détachement du voïvode de Pskov Gavrila Gorislavitch se précipita au secours d'Izborsk mais fut vaincu. Les Livoniens firent un siège par la suite de Pskov, qui dura une semaine. Dans la nuit après une semaine, les boyards dirigés par Tverdilo (ru), prévôt de Pskov ouvrirent les portes de la ville. Ensuite, la ville fut dirigée par les Allemands et les Boyards dirigés par Tverdilo,,.

Les Chroniques de Pskov rapportent ceci brièvement  sur la bataille de 1240:
« Les allemands de Pskov, près d'Izborsk, 600 morts, mois de septembre le 16ème jour [...]».
Au cours de l'hiver 1240/1241, les Livoniens partirent pour des pillages, et Pskov et Izborsk furent reprises par les Danois en alliance avec les chevaliers croisés de Koporie et de la région des Votes.
Pendant deux ans, les Livoniens effectuèrent des raids sans entrave sur les terres de Novgorod. Ils profitèrent de l'affaiblissement des principautés russes menacées par les invasions mongoles de Batu. Mais en 1242, le 13e prince de Novgorod, Alexandre Nevski, s'allia aux Mongols pour vaincre les Livoniens. La bataille du lac Peïpous, aussi connue sous le nom de bataille sur la glace, opposa le 5 avril 1242 les alliés aux Livoniens. Alexandre Nevski obtint une victoire décisive, et les Livoniens furent chassées de Pskov et des autres villes et villages dont Izborsk. Le sort du prince Iaroslavl Vladimirovitch reste inconnu, il est à nouveau mentionnée en 1245 au service du prince de Novgorod, dirigeant un détachement de torjokiens près de Toropets lors d'une attaque lituanienne en 1245. Cela suggère qu'il s'est réconcilié avec Novgorod et s'est installé quelque part en Russie, possiblement Torjok, Bejetsk ou d'autres lieux,. Selon Vladimir Andreïevitch Koutchkine (ru), historien soviétique, il a été nommé prince de Torjok par Iaroslav II de Vladimir. Il est par ailleurs suggéré que Iaroslavl Vladimirovitch fut aussi prince d'Izborsk, peut-être le premier,,.

#### De 1242 à 1302

Carte politique de la Confédération de Livonie, vers 1260, ainsi que les zones environnantes. Cette carte utilise les anciens noms allemands pour les emplacements.

La ville d'Izborsk n'a cependant pas un long répit face aux interventions des Croisés. La ville d'Izborsk subit une attaque livonienne en 1262. Mais surtout, le 18 février 1268, près de la ville de Rakvere (actuelle Estonie), a lieu la bataille de Rakvere entre les forces Russes unies  (République de Novgorod, République de Pskov, Principauté de Vladimir-Souzdal) d'une part et les troupes coalisées des Chevaliers teutoniques, danoises et estoniennes d'autre part. Cette bataille est une défaite pour les Livoniens, bien qu'une fois la bataille finie, les Novgorodiens se sont empressés de se retirer en Russie,.
C'est alors que les Livoniens commencèrent à préparer une campagne de représailles (ru). Pendant plus d'un an, des forces et ressources ont été amassées dans le nord de l'Allemagne, et Pskov fut prise pour cible. Selon la Chronique Livonienne, l'armée Livonienne dirigée par le maître de l'Ordre Otto von Lutterberg, comprenait jusqu'à 18 000 cavaliers, fantassins et soldats. En 1269, alors que la moitié de l'armée fut dirigée par voie maritime et fluviale (à travers les lacs Peïpous et de Pskov), la cavalerie vint du sud-ouest, et Izborsk, qui n'a pas pu opposer une résistance sérieuse, a été capturée par les croisés, qui l'ont pillée et incendiée sur leur route. Dans la Chronique livonienne, il est écrit « A cette époque, Izborsk fut incendiée [...] Ce château appartenait aux Russes [...] ». Pskov fut attaquée et assiégée à la fin mai, l'armée de Novgorod vint en aide, les Livoniens subirent de lourdes pertes et une trêve fut conclue selon les conditions de Novgorod,.
En 1289, la ville est de nouveau attaquée.

#### Du déplacement d'Izborsk à 1348

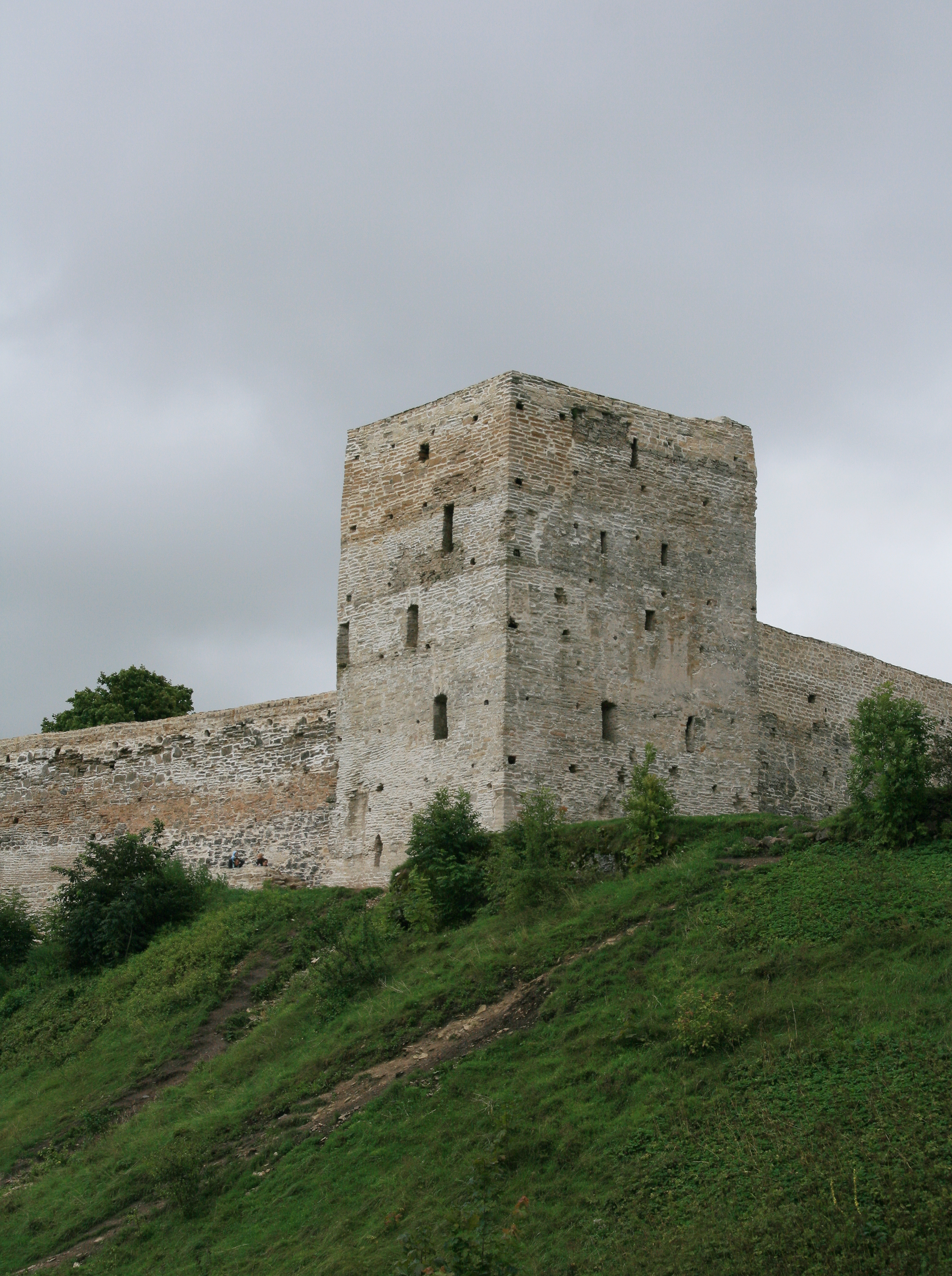
Tour Talavskaïa de la forteresse.

Face à ces sièges et attaques incessantes, il fut décidé de renforcer Izborsk, en la déplaçant. Il est fait état de ce changement dans les différentes chroniques de Pskov (ru). Dans la première chronique de Pskov , il est écrit qu'en 1303 qu'«... Izboresk fut rapidement placée dans un nouvel endroit». La deuxième chronique rapporte elle qu'en 1330 «... même sous le prince Alexandre, Chologa, le possadnik de Pskov et les Izboriens, fondèrent la ville d'Izboresk sur la montagne de Jeravi». Enfin dans la troisième chronique, il est dit qu'en 1330 « Le maire du village des Pskovitains et des Izboriens fonda la ville d'Izboresk sur la montagne de Jeravia [...] ». Seule la première diffère dans la date, ce qui est clairement une erreur d'époque, car l'article sur le déplacement d'Izborsk est placé entre les articles de 1328 et 1331. Il faut aussi noter que cette date de 1303 a influencé pendant un certain temps certains historiens, dont Nikolaï Karamazine, Eugène (Bolkhovitinov) et Nikolaï Fomitch Okoulitch-Kazarine (ru), a pensé qu'Izborsk avait été déplacé deux fois, et non une fois, mais cette théorie n'est pas acceptée, comme avec Alexandre Roudolfovitch Artemiev (ru) qui la réfute complètement. Ce dernier montre que le prince Alexandre II de Vladimir est cité, prince qui n'est arrivé qu'en 1327 à Pskov après avoir fui la ville de Tver lors du soulèvement de Tver (ru).
On apprend ainsi avec ces chroniques que la ville, qui était auparavant située sur le gorodichtché de Trouvor, a été déplacé en 1330 à un nouvel emplacement. Ce nouvel emplacement est le mont Jeravia (nom actuel, le nom français est mont Gérava), à 800 mètres de l'ancienne colonie, emplacement qui est resté le même jusqu'à nos jour. La forteresse d'Izborsk qui vit ainsi le jour fut construite en pierre, signe de l'importance stratégique d'Izborsk pour Pskov mais aussi la Rus en général. L'ancien site ne répondait en effet pas aux exigences militaires, car le terrain de la colonie était petit, et tout son flanc ouest était une plaine, ce qui donnait un avantage à l'ennemi.
Cependant, 1303 n'est pas forcément une erreur totale. Il semblerait que la décision de déplacer Izborsk ait été prise en 1303, mais comme le rapporte les chroniques, une terrible famine éclata en 1304-1305, ce qui empêcha les travaux d'être réalisés. Mais en 1323, les Livoniens attaquèrent Pskov, en contournant Izborsk ce qui épargna la ville. Mais le prince Eustache d'Izborsk (ru) partit au secours de Pskov. En retour, sous le prince arrivé en 1327 Alexandre II de Vladimir, les travaux de constructions commencèrent, possiblement comme récompense, et furent achevés en 1330. Il n'est pas su exactement quand est la date de début de construction de la forteresse, mais il est évident que la forteresse n'ait pas pu être construite en une seule saison.

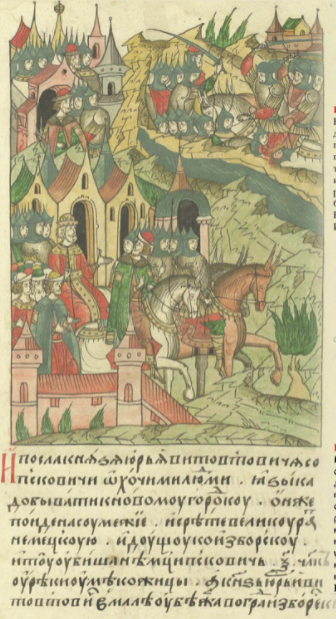
Olgerd envoie le prince Iouri (Gueorgui Vitovtovitch). Chronique illustrée d'Ivan le Terrible, XVIe siècle.

La construction de la forteresse était importante pour Pskov mais aussi pour la Russie. En réponse à la construction de l'édifice, l'évêque de Dorpat ordonna la construction en 1341 du château-fort de Neuhausen à 40 km d'Izborsk.
En 1341, les chevaliers de l'Ordre de Livonie tentèrent pour la première fois de briser les murs de la nouvelle forteresse. Avant la bataille, les Pskovitains savaient que l'armée Lituanienne, alors encore alliés, sous le commandement d'Olgierd se trouvait près de Pskov. Cette armée lituanienne envoya un détachement sous les ordres Gueorgui Vitovtovitch (ru) (surnommé Iouri) en éclaireur pour voir où était stationné les Livoniens. Mais en chemin, ils rencontrèrent les Livoniens en chemin vers Izborsk, qui les vainquirent. Les Lituaniens restant, dont le prince, se réfugièrent à Izborsk, tandis que les Livoniens arrivèrent aussi à Izborsk et assiégèrent la forteresse.
L'armée Lituanienne refusa d'aller au secours d'Izborsk assiégé, et préféra aller se retirer à Pskov. Lors du siège, deux possadniks de Pskov se trouvaient à Izborsk ; Volodcha Stroïlovitch et Ilia Borissovitch, qui avec le prince, dirigèrent la résistance de la forteresse. Les canons des Livoniens ne purent rien faire contre la forteresse, et après dix jours, les Livoniens levèrent le siège, craignant une arrivée des Pskovitains.
D'après la chronique de Pskov, en 1343, les habitants de Pskov et d'Izborsk, menés par le prince Jean, le prince Eustache d'Isborsk et le possadnik Volodcha, allèrent dévaster les contrées livoniennes pendant cinq jours et cinq nuits. Mais les Livoniens se mirent à la poursuite de ces troupes, et le 1er juin 1343, un combat eut lieu entre les deux forces, où les Pskovitains perdirent certes plusieurs généraux, mais gagnèrent la bataille.

### République de Pskov

#### De 1348 à 1399
En 1348, profitant de la guerre russo-novgorodienne (ru) de 1348-1349, Pskov fit signer le traité de Bolotovo (ru) à la république de Novgorod dans laquelle cette dernière reconnaissait l'indépendance de la république de Pskov. Dès lors, Pskov, et ainsi Izborsk, n'étaient plus sous la domination de Novgorod. Par ailleurs, après la construction de la forteresse, la ville est assiégée de multiples fois. Ces sièges ont influencé les différentes rénovations et reconstructions de la forteresse. Ses résistances lui ont valu le surnom de « ville de fer », terme pour la première fois utilisée par le poète autrichien Peter Suchenwirt (de)(* vers 1320 ; † après 1395) qui a battu du côté de l'Ordre Livonien à Izborsk.
La ville est à nouveau assiéger en 1349, mais le siège ne donne rien, mis à part que Gueorgui Vitovtovitch (ru) y meurt. En 1367, les troupes Livoniennes contournèrent la forteresses. Mais en 1368, les Livoniens, ayant beaucoup plus de troupes, décident d'assiéger la forteresses. Le siège dura dix-huit jours, et les Livoniens utilisèrent des béliers, mais ils n'arrivèrent pas à briser les murs. D'après la Chronique de Pskov, les Livoniens, en moquant d'eux « travaillaient beaucoup à la folie », mais « n’arrivaient à rien faire ». En 1369, les Livoniens retentèrent , mais le siège échoua lui aussi, car apprenant que Novgorodiens envoyaient leur aide à la république de Pskov, les Livoniens s'enfuirent d'Izborsk.
En 1398, le traité de Salynas est signé entre le grand-duc de Lituanie Vytautas le Grand, d'une part, et le grand maître de l’ordre Teutonique Konrad von Jungingen, d'autre part. Entre autres éléments, il est dit qu'une assistance était fournie au Grand-duché de Lituanie pour la conquête de Pskov et le soutien de l'ordre Teutonique au Grand-Duché de Lituanie pour la prise de Veliky Novgorod. Dès lors, la politique agressive des Livoniens s'est  fortement intensifiée, avec des affrontements plus fréquents et ainsi la construction et la rénovation de structures défensives dans la république de Pskov. La forteresse d'Izborsk fut ainsi renforcée, et de nouvelles tours en pierre et une extension des murs. Le but était que la forteresse ne soit plus seulement défensive, mais qu'elle puisse aussi attaquer.

#### XVesiècle
En 1406, le maître de l'Ordre de Livonie Conrad de Vitinghove brûla pendant deux semaines les volosts et environs de Pskov, mais n'osa jamais assiéger la ville. Peu après, la puissance de l'artillerie a été renforcé, et les murs ont été reconstruits avec des extensions supplémentaires en pierre entre les tours. Durant le XVe siècle, les chevaliers de l'Ordre de Livonie ont envahi à plusieurs reprises le territoire de la république de Pskov, mais Izborsk et Pskov leur faisait constamment obstacle.
En 1480, Izborsk et un détachement de troupes moscovites dirigé par Andreï Ivanovitch Nogtev (ru) vainquirent les chevaliers l'Ordre de Livonie sur les rives du lac Peïpous. En apprenant cela, le maître de l'Ordre Bernd von der Borch (de) rassembla une armée de près de 100 000 hommes . Il y passa une première fois en mars, en la contournant et ne l'assiégeant donc pas. Mais le 16 août 1480, il  finit par la lancer sur Izborsk. Mais il ne put la prendre, et au bout de deux jours, il se dirigea vers Pskov. Izborsk avait dû résister aux bombardements de canons conventionnels, mais aussi aux boulets de canon qui fait son apparition dans la région. La Chronique de Pskov raconte les évènements ainsi : « Voulant la prendre avec des canons, les envoyer dans la ville et viser le mur avec le feu ; Ils ont travaillé dur et n’ont rien pu faire… et les Allemands sont restés près d'Izborsk pendant deux jours.».

#### Deuxième guerre moscovo-lituanienne

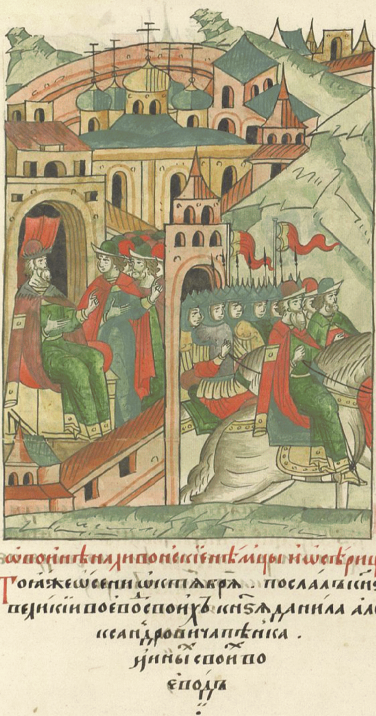
Danil Alexandrovitch Penko et d'autres voïvodes se rendent à la rivière Seritsa. Chronique illustrée d'Ivan le Terrible, XVIe siècle.

Pendant la deuxième guerre lituano-moscovite de 1500 à 1503 a lieu le 27 août 1501 la bataille de la rivière Siritsa (en) à 10 verstes au sud d'Izborsk entre la Grande-principauté de Moscou et la Confédération livonienne. La bataille fut une victoire décisive pour les Livoniens qui étaient en majorité numérique. Les Russes commencèrent à paniquer et toute l’armée s’enfuit, tandis que les Livoniens, surpris, ne les ont même pas poursuivi, car craignant une embuscade. Mais les habitants d'Izborsk , apprenant l'évènement, quittèrent la forteresse à cheval et en charrette et récupérèrent rapidement les armures et autres biens abandonnés. Le lendemain de la bataille, l'armée Livonienne bombarda Izborsk, sans toutefois arriver à la prendre. En comprenant que les murs étaient trop résistances, ils se dirigèrent vers Ostrov, la prenant le 7 septembre 1501,,. Au cours des mois suivants et du printemps 1502, des raids russes eurent lieu en territoire livonien.
En 1502, toujours pendant la Deuxième guerre moscovo-lituanienne, Walter de Plettenberg, maître de l'Ordre de Livonie, s'approcha avec son armée d'Izborsk le 2 septembre 1502. Mais n'arrivant pas à la prendre malgré les quinze mille soldats, il quitta Izborsk quelques jours après pour Pskov, où il arriva le matin du 6 septembre. La guerre se finit l'année d'après par la trêve de l'Annonciation (ru), ne changeant pas les frontières, et censée durée seulement six ans, mais qui perdure jusqu'à la guerre de Livonie au milieu du XVIe siècle.

### Moscovie et tsarat de Russie

#### De 1510 à 1558
En 1510, le grand-prince de Moscou Vassili III vint à Pskov et fit de la république sa votchina. Le vétché de Pskov fut dissous. Désormais, la république de Pskov, dont Izborsk, n'étaient plus indépendants mais faisaient partie de la Grande-principauté de Moscou,. Mais Moscou avait conscience de l'importance stratégique de la région, en attachant une grande importance, et le gouvernement de Vassili III renforça les forteresses de Pskov et d'Izborsk. À Izborsk, la forteresses a eu son mur nord renforcée, des dispositions de combats au canon installés sur les tours et ces dites tours ont été reconstruites. La garnison permanente d'Izborsk comprenait 100 archers, 15 artilleurs et 4 autres soldats.
Cependant, Izborsk fut pendant la période supplantée par le monastère des Grottes de Pskov, qui était le centre des attentions de Moscou. Le monastère devient alors un nouvel avant-poste important pour la défense de la frontière occidentale de la Russie, avec d'importants fortifications,.

#### Guerre de Livonie
En 1558 est déclarée la guerre de Livonie, où le tsarat de Russie fait face à une coalition composée du Danemark, de la Suède et de l'union du grand-duché de Lituanie et du royaume de Pologne. Les habitants de Pskov et sa région sont en première ligne, et les premières années, c'est le tsarat de Russie mené par Ivan le Terrible qui mène le jeu. Mais en 1559, l'armée livonienne ravage les environs de Sebej et Krasny, et à l'automne 1562, le territoire de Pskov est envahi par l'armée lituanienne, qui ravage et incendie de nombreux villages, s'approchant de Pskov. Les Russes les repoussent, mais les Lituaniens, qui harcelaient régulièrement les territoires russes depuis 1566, relancent une offensive.
Le 2 janvier 1569, un petit détachement, avec environ 800 soldats polonais, sous la commande du Lituanien Aleksandrs Polubiņskis (ru) demande à rentrer dans la forteresse. Avec lui se trouvait trois militaires russes qui avaient déserté les rangs du tsarat : Mark Sarykhozine et son frère Anissim ainsi que Timofeï Teterine (ru), ce dernier étant chef des streltsy, mais il venait de déserter du côté des Polonais. Teterine et les Sarykhozine, vêtus de noir, appelèrent les gardes, Teterine disant : « Ouvrez ! Je viens de l’opritchnina. » Les portes furent immédiatement ouvertes, et le détachement polonais prit ainsi par surprise la ville. Cependant au bout de 14 jours, l'armée sous la commande de Polubiņskis repartit d'Izborsk.
Ivan le Terrible, apprenant la nouvelle, s'enragea et reprocha au roi Sigismond Vasa sa conduite malhonnête, lui reprochant un outrage à la foi chrétienne. Ivan le Terrible écrivit aussi en 1577 une lettre à Polubiņskis (ru), lui reprochant son attitude, son attaque perfide; traitant le Lituanien de  « duda » et se moquant de sa famille : « vous êtes donc d'une famille idiote, parce que vous avez pris possession de l'État, mais n'avez pas réussi à le maintenir sous votre pouvoir, vous êtes vous-même devenus esclaves de la famille de quelqu'un d'autre ». Enfin toujours en 1577, il fit de même en faisant une lettre à Timofeï Teterine où il l'insultait aussi. La prise d'Izborsk, bien que courte, montra la vulnérabilité des frontières nord-ouest de la Russie, ce qui entraîna le tsar à critiquer les gouverneurs de Novgorod et de Pskov. Il renforça la vigilance, et ordonna la décapitation de tous les chefs et commis des villes et châteaux, pour les remplacer par des plus vigilants.
En 1582, la Russie et la république des Deux Nations concluent la paix de Jam Zapolski, négociations au départ demandées par le tsar Ivan IV, à qui le traité est plutôt défavorable. La Russie renonce à ses conquêtes en Livonie mais la Russie récupère ses villes russes qui avaient été conquises par Étienne Báthory.

#### Temps des troubles
Le temps des troubles fut une période de crise politique dans le tsarat de Russie, commençant en 1598 avec la mort de Fédor Ier, le dernier de la dynastie riourikide, et se terminant en 1613 avec l'avènement au pouvoir de Michel Ier de la maison Romanov. Cette période de crise sociale et d'anarchie fut marquée par plusieurs imposteurs, les faux Dimitris, revendiquant le trône. En parallèle, la Russie connaît une famine en 1601-1603, qui tue un tiers de la population russe. Le pays doit affronter la république des Deux Nations pendant la guerre polono-russe (1605-1618),. De plus, la Russie est impliquée dans la guerre d'Ingrie face à la Suède de 1610 à 1617, guerre pouvant être rattachée au temps des troubles.
En 1607, écrasés par les contrevérités et la violence, de nombreux paysans se soulevèrent et prêtèrent allégeance au second faux Dimitri. Izborsk fut parmi les premières villes à se rebeller contre Vassili IV Chouiski, mais les Pskovitains se rangèrent eux du côté du tsar. Ce fut le seul cas de l'histoire d'Izborsk et Pskov où les deux villes n'étaient pas alliées. Lors de la bataille sur mont Riguinaïa, les forces de Pskov écrasèrent les forces d'Izborsk.
Selon la Chronique de Pskov, en janvier 1611, Alexandre Jozef Lisovski, agissant sur les instructions du grand hetman de Lituanie Jan Karol Chodkiewicz, tenta pour la première fois de s'emparer du monastère des Grottes de Pskov (à Petchory). Mais ne réussissant pas à prendre le monastère fortifié, il attaqua à Izborsk. Il échoua là aussi, son armée étant repoussée. Lisovski fut par la suite attaqué par Pskov deux fois, le poussant à se retirer.
En 1611, profitant du fait qu'en avril une trêve de 10 mois fut conclue entre la république des Deux Nations et la Suède, et n'ayant pas reçu le paiement promis par le tsar Vassili IV Chouiski pour leurs services, les Suédois s'attaquèrent à la région de Novgorod, et Novgorod est prise en juillet 1611,. 

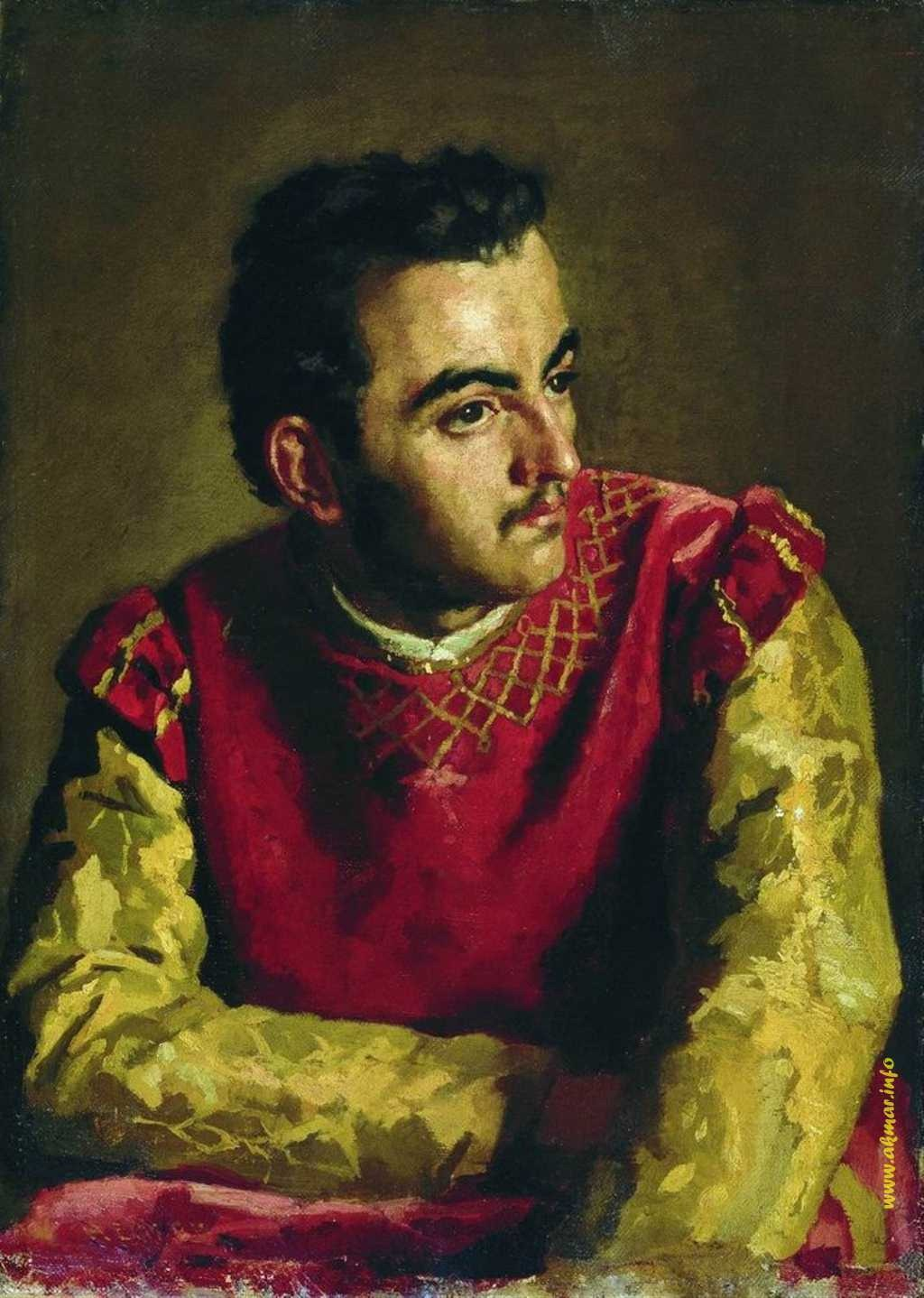
Portrait du Faux Dimitri III par Nikolaï Nevrev.

En parallèle, un nouveau personnage émerge sur la scène politique russe, le troisième faux Dimitri, nommé le « voleur de Pskov » . Après plusieurs péripéties, il profite des Cosaques, de partout, et surtout de Pskov, qui affluent pour rejoindre cet imposteur. Plusieurs villes viennent également grossir ses rangs, comme Iam, Koporie, Izborsk et Gdov. Après avoir mobilisé une armée composée de Cosaques et de streltsy, le troisième faux Dimitri avance sur Pskov. Selon les annales de la ville, il la prend le 8 juillet 1611 avec ses troupes dans les environs et négocie lui-même avec les habitants les conditions pour qu’ils le reconnaissent comme souverain. Au même moment, lui et ses troupes font de nombreux crimes dont des pillages, lui valant son surnom. Lorsqu'il apprend qu'un important détachement composé de Suédois et de Novgorodiens, avec à leur tête le général Evert Horn (en) s'approche de Pskov, il panique et se replie le 23 août sur Gdov. Sur sa fuite, il laisse une importante somme d'argent à Izborsk.
Alors que le général Evert Horn (en) mène en septembre 1611 le siège de Pskov, il apprend l'existence de la somme importante à Izborsk et sait de plus que le monastère des Grottes de Pskov. Un général suédois se lança en septembre contre Izborsk et le monastère, contre les ordres du général Evert Horn (en) qui ne voulait pas. Les Cosaques, partisans du troisième faux Dimitri, qui constituaient la garnison d'Izborsk, ont constitué une résistance obstinée aux Suédois, ces derniers devant se retirer. Plusieurs batailles près d'Izborsk ont eu lieu en septembre 1611 entre les deux partis. À la toute fin de septembre, les Cosaques d'Izborsk arrivèrent à Pskov et brisèrent le siège. Le troisième faux Dimitri regagne le 4 décembre 1611 Pskov, où il est proclamé tsar. Il fut finalement livré l'année suivante à Moscou, et sur le chemin, il fut tué par le détachement de Lisovski,.
Après la chute du troisième faux Dimitri en mai 1612, Pskov et Petchory, et donc Izborsk, ont reconnu le gouvernement du prince Dmitri Troubetskoï (ru), celui qui dirigeait le Zemski sobor et qui était proche allié de Dmitri Pojarski. En 1613, les Suédois perdent Tikhvine et Gdov, reprises par la Russie, mais gardent Porkhov, leur permettant de continuer leurs attaques,.
Dans le livre de l'Ordre de décharge de 1614, il est mentionné plusieurs voïvodes à Izborsk : Grigory Kokorev et Pavel Seslavinen et dans le livre de 1615 ; Grigori Bobrov et Karp Outchakov. Selon le voïvode Bobrov, au 9 octobre 1615 (19 octobre dans le calendrier grégorien), la garnison d'Izborsk comptait 81 personnes, dont 50 archers et 15 artilleurs. Au cours de la période 1614 - 1615, les garnisons d'Izborsk et de Petchory sont renforcées, les voïvodes de Pskov ayant tiré leurs leçons des années précédentes. Plusieurs escarmouches ont lieu avec les Suédois et Polonais, mais rien d'important, les Russes les chassant.
Au début de 1615, les troupes suédoises se renforcent, sous le commandement d'Evert Horn. Il tente d'établir un blocus de Pskov, en construisant entre le lac de Pskov, Petchory et Izborsk plusieurs forts fortifiées, où étaient basés les détachements suédois des généraux Robert Muir, Asmus Glazenap et Jacob McDuvall et des détachements polonais de Hieronymus Dembinsky de Jan Karwatski. Durant l'été, ces troupes assiégèrent Pskov, mais le siège est un échec pour les Suédois, les Russes le gagnant.
En septembre 1616, le général suédois Karl Wilhelm lança une autre campagne contre Pskov. Mais après avoir échoué face aux murs de la ville, il décida d'établir un camp à l'embouchure de la rivière Velikaïa  dans le lac de Pskov. Pour ravitailler le camp, il envoya 500 cavaliers vers Izborsk et Petchory pour aller les piller. Mais ils furent repoussés, et le voïvode d'Izborsk Grigory Bobrovse se lança à la poursuite de la cavalerie, qui fut contrainte de se retirer à Gdov. En décembre 1616, toute la garnison suédoise établie dans la région capitula, car mourant de faim.

#### De 1617 à 1721
Pendant la guerre russo-suédoise de 1656 à 1658, la forteresse d'Izborsk est attaquée en juin par les Suédois, mais la forteresse d'Izborsk les repoussent. Aujourd'hui, une plaque commémore l'évènement, bien que les détails de celui-ci ne sont pas connus.
Le 18 décembre 1708 (29 décembre dans le calendrier grégorien), le tsar Pierre Ier le Grand fait passer une réforme provinciale, qui divise le territoire russe en 8 gouvernements. C'est ainsi qu'Izborsk, avec Pskov, est rattachée au gouvernement d'Ingrie, gouvernement renommé gouvernement de Saint-Pétersbourg en 1710. Avec la réforme du 27 mai 1719 (7 juin dans le calendrier grégorien), les provinces (ru) sont créées comme niveau inférieur au gouvernement, et Izborsk est rattachée à la province de Pskov (ru). Par ailleurs, des ouïezds sont créés dans la province de Pskov, est Izborsk devient centre d'un ouïezd.
Le 30 août 1721 (10 septembre dans le calendrier grégorien), la Grande Guerre du Nord est terminée avec la signature du traité de Nystad entre la Russie et la Suède. Le duché d'Estonie, la Livonie et l'Ingrie entre autres reviennent à la Russie. Dès lors, les menaces sur Izborsk sont considérablement réduites, la ville n'étant plus au niveau d'une frontière.

### Empire russe

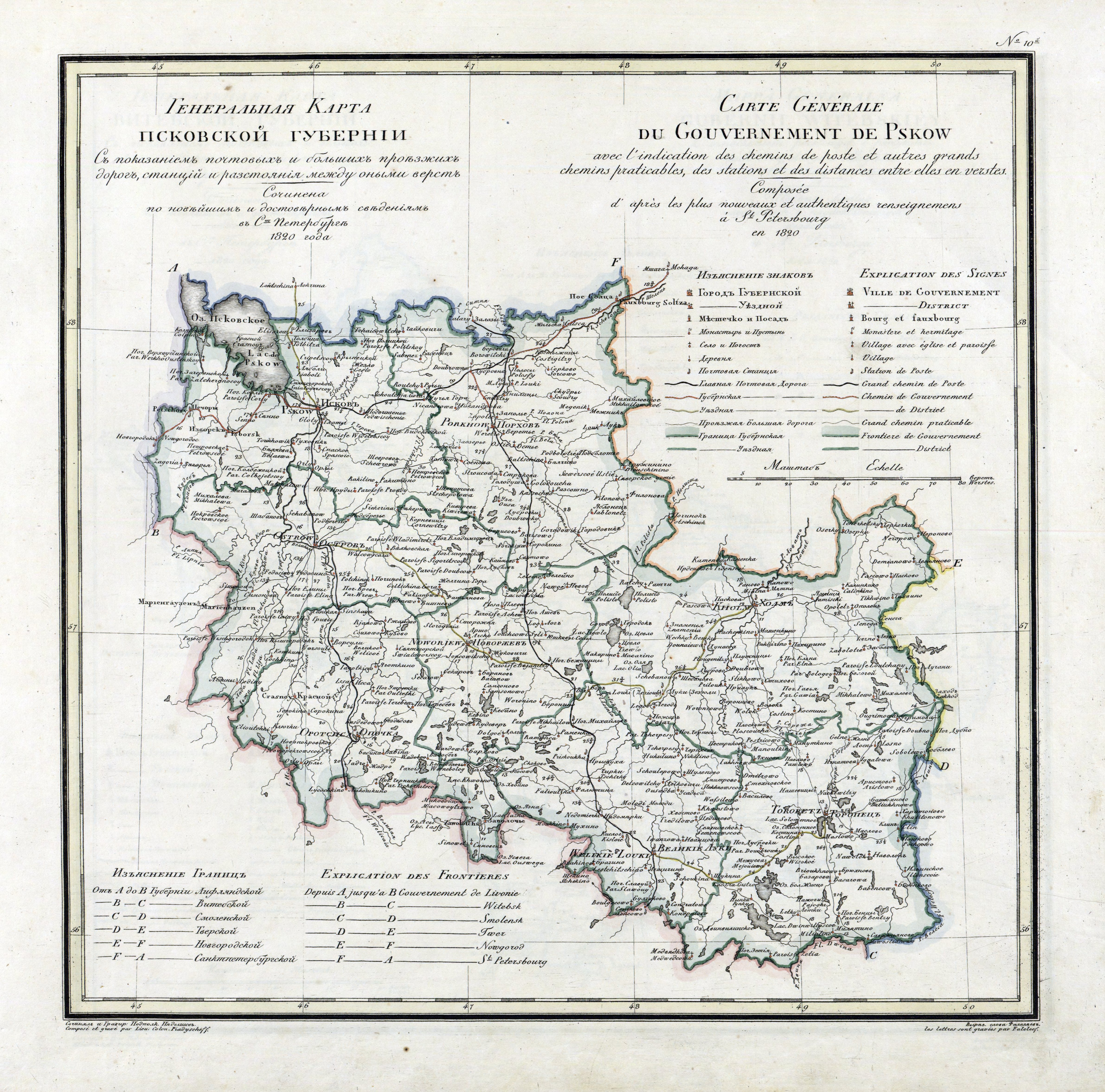
Carte en russe et en français du gouvernement de Pskov en 1820. Notez qu'Izborsk (dans le nord-ouest) est écrit « Isborsk ».

Par décret de l'impératrice Catherine Ire du 29 avril 1727 (10 mai dans le calendrier grégorien), la province de Pskov, dont Izborsk, est rattachée au gouvernement de Novgorod. Mais par décret de  Catherine II du 23 octobre 1772 (3 novembre dans le calendrier grégorien), le gouvernement de Pskov est créé, et Izborsk y est inclus. Le 3 août 1777, un décret de Catherine II donne à Izborsk le statut de la ville, mais elle n'est plus incluse dans un ouïezd, formant sa propre subdivision administrative.
Cependant, le décret du 7 juin 1782 inclus Izborsk dans le nouvellement formé ouïezd de Petchora, avant que ce dernier ouïezd soit dissout par décret de Paul Ier du 31 décembre 1796. Izborsk devient à nouveau une ville formant sa propre subdivision administrative. Par la suite au début du XIXe siècle, Izborsk est incluse dans l'ouïezd de Pskov (ru).

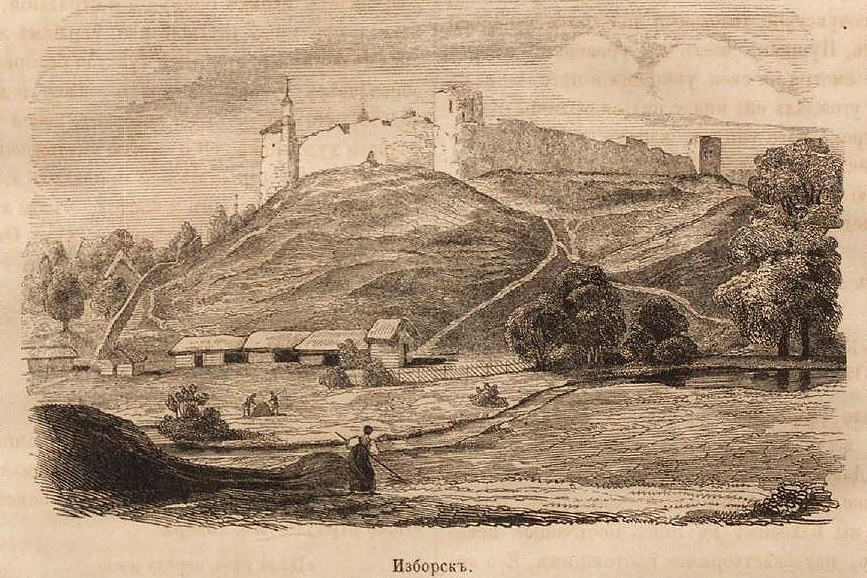
Illustration de la forteresse d'Izborsk dans un manuel. 1874, Saint-Pétersbourg.

Dans la première partie du XIXe siècle, la ville n'a presque plus d'importance, et ses habitants pratiquent presque tous l'agriculture. Vers l'année 1800, une mine d'albâtre y a été découverte, dont les produits étaient alors vendus dans la région, et même à Saint-Pétersbourg.
À la fin du XIXe siècle est mis en service la ligne ferroviaire de Pskov à Riga (ru), avec l'ouverture d'une gare à une dizaine de kilomètres au nord-est d'Izborsk. Il naît alors un nouveau village autour de cette gare, Novy Izborsk (ru), soit littéralement en français « Nouveau Izborsk ». À partir de ce moment-là, Izborsk s'est aussi fait appeler Stari Izborsk , soit littéralement « Vieil Izborsk », pour la différencier du nouveau village.

### Première Gerre mondiale et période estonienne
Après la révolution d'Octobre, le gouvernement bolchevik, conformément à Lénine, sortir de la Première Guerre mondiale. L'armée allemande vient de remporter une victoire à Riga en septembre alors que l'armée russe, minée par les mutineries, est totalement désorganisée. Le 5 décembre, le gouvernement bolchevik signe un armistice avec l'Allemagne qui prend effet le 15. Après des pourparlers, la Russie préfère renoncer provisoirement aux pays baltes, à la Biélorussie et l'Ukraine, et l'opération Faustschlag commence le 18 février, et dure jusqu'au 3 mars 1918. Les empire centraux occupent désormais de nombreux territoires russes, et prirent possession de Pskov, ainsi que des volosts d'Izborsk et de Petchora, dont du village d'Izborsk. En parallèle, la Russie est déjà entrée en guerre civile,.
Le 11 novembre, alors que les Allemands vaincus déposent les armes sur le front occidental, les dirigeants de la Russie soviétique tentent de profiter de la nouvelle situation et dénoncent le traité de Brest-Litovsk le 13 novembre. À la mi-novembre, un Comité révolutionnaire provisoire d'Estonie se proclame seul pouvoir légal en Estonie et demande à l'Armée rouge de « libérer le pays ». Le gouvernement provisoire estonien, dirigé par Konstantin Päts, souhaite lui l'indépendance de l'Estonie, et le 28 novembre, la guerre d'indépendance de l'Estonie est déclenchée,.
Petchory fut prise par les forces de l'Estonie le 29 mars 1919, et le même jour, Izborsk est prise. Les troupes estoniennes  arrêtèrent les personnes bolchéviques dans la ville, et six combattants soviétiques furent exécutés. À la mémoire de ces morts, un monument a été érigé sous la période soviétique près de l'église Saint-Serge de Radonège.

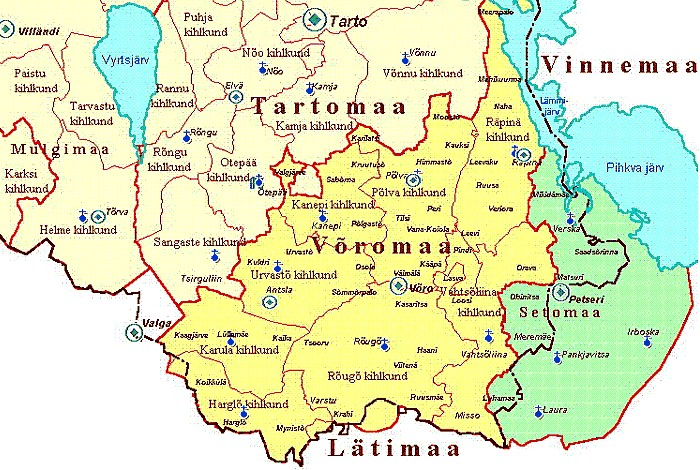
Le Setomaa en vert sur la carte, avec Izborsk et en pointillés la frontière actuelle.

Le 2 février 1920, le traité de Tartu est signé entre la République socialiste fédérative soviétique de Russie et la république désormais indépendante d'Estonie,. Le traité rattache Petchory et les territoires alentour (territoires appelés « Setomaa »), dont Izborsk, à l'Estonie. Pskov reste cependant russe. Durant les années de l'Estonie indépendante, Izborsk était inclus dans le comté de Petseri, l'un des onze comtés qui composaient la république d'Estonie, avec Petseri (nom estonien de Petchory) comme centre administratif. Pendant la période estonienne, la «Société culturelle et éducative russe» fut créée par la minorité russe pour la protection du patrimoine historique de la région d'Izborsk, et pour préserver la culture et les traditions russes.

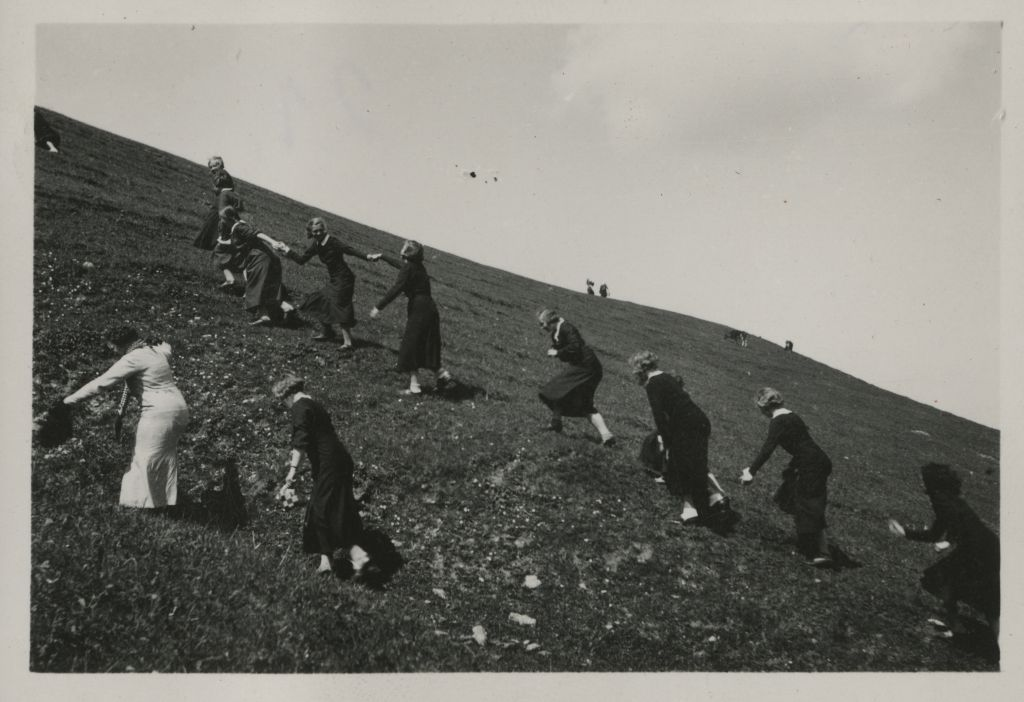
Écolières estoniennes gravissant une colline de la vallée d'Izborsk-Maly, 1935.

Après l'invasion soviétique de la Pologne le 17 septembre 1939, selon le pacte Molotov-Ribbentrop, les forces soviétiques obtiennent la liberté de circulation en Lettonie, Lituanie et Estonie, élément important pour le gouvernement soviétique, car ce dernier ayant peur que l'Allemagne utilise les trois États comme couloir pour se rapprocher de Leningrad. Molotov accuse les États baltes en juin, après des manœuvre soviétiques destinées à provoquer les États baltes, de conspiration contre l'Union soviétique et lance un ultimatum à tous les pays baltes pour l'établissement de gouvernements approuvés par les Soviétiques. Moscou exige de nouvelles concessions que les pays permettent à un nombre illimité de troupes d'entrer dans les trois pays, sous menace d'invasion,,,. Les États baltes ne voulant pas de guerre et conscients de leur isolement international et des forces soviétiques écrasantes à leurs frontières, décident d'abandonner. Le 16 juin 1940, l'URSS envahit l'Estonie et la Lettonie, alors que la Lituanie avait été envahie le 15. L'URSS annexe les pays baltes, mais Izborsk tout comme le comté de Petchory restent une partie de la RSS d'Estonie.

### Seconde Guerre mondiale
La Seconde Guerre mondiale commence en URSS le 22 juin 1941 avec l'opération Barbarossa. Dès le premier jour, une escouade de jeunes combattants est créée dans Izborsk pour combattre les ennemis. Izborsk, et les villages alentour deviennent rapidement un rempart pour éviter que les Allemands prennent Pskov. Mais dans la nuit du 7 au 8 juillet, les Allemands brisèrent la résistance, faisant tomber Izborsk aux mains des Allemands. Le 9 juillet 1941, Pskov est prise,.
Pendant la période allemande, la ville fut le théâtre de répressions sanglantes, et Izborsk devint un des très nombreux lieux d'exécutions de la Shoah. Mais le 11 juillet, l'offensive Pskov-Ostrov est lancée par le 3e front balte contre la 18e armée allemande. L'Union soviétique, qui a brisé le siège de Léningrad en janvier 1944, souhaite avec l'opération percer les défenses ennemie, la ligne Panther, et en libérant les villes de Pskov et d'Ostrov, afin d'aller vers les États baltes. La ville de Pskov est libérée le 23 juillet, et les troupes se dirigent désormais vers les pays Baltes. Le 30 juillet 1944, Izborsk est libérée par les troupes du 3e front balte , aidés par la 291e division de fusiliers (ru) et la 376e division de fusiliers (ru) ainsi que par d'autres formations en moindre mesure.

### Depuis la libération
Alors mêmes que les combats ne se sont pas encore achevés en Estonie, l'URSS décide d'amputer le pays de la rive droite de la Narva et de la région de Petchory, dont d'Izborsk. L'URSS souhaite ainsi s'assurer de garder ces lieux stratégiques au cas où elle devrait restituer son indépendance à l'Estonie. C'est ainsi que le 23 août 1944, l'oblast de Pskov est formé par décret du præsidium du Soviet suprême de l'URSS, et il est inclus dans la RSFS de Russie. Mais ce n'est que par le décret du præsidium du Soviet suprême du 16 janvier 1945 que la région de Petchory est annexée, pour former le raïon de Petchory (en), au sein de l'oblast de Pskov,.
Dans les Archives d'État de l'oblast de Pskov, il est fait mention pour la première fois le 26 septembre 1945 qu'Izborsk est un hameau (derevnia), mais il n'est pas su à quel moment exactement Izborsk a été rétrogradé de ville à hameau.
En janvier 1996, le Musée-réserve national d'histoire, d'architecture et de paysage naturel « Izborsk » a été créé par décret du gouvernement russe sur le territoire d'Izborsk et de la vallée d'Izborsk-Maly.
Le 18 septembre 2009, lors d'une réunion du Conseil d'État de la culture, il a été proposé d'accorder le statut d'État à la célébration du 1150e anniversaire de la première mention d'Izborsk dans la chronique des temps passés en 862. Le 7 juin 2010, le président de la fédération de Russie Dmitri Medvedev a signé un décret sur la célébration fédérale du 1150e anniversaire d'Izborsk.

## Démographie
Recensements (*) et estimations de la population,,,, :
| 1877 | 1885 | 2002* |
| ---- | ---- | ----- |
| 467  | 553  | 708   |

| 2010* | 2021* | - |
| ----- | ----- | - |
| 609   | 501   | - |

En 2002, sur les 708 habitants, il y avait 95 % de Russes, soit 665 habitants.

## Économie

### Tourisme
En 2022, environ 400 000 touristes ont été accueillis par le musée-réserve d'Izborsk, organisme gérant les sites touristiques du village. Le tourisme n'est toujours pas aussi important qu'avant la pandémie de Covid-19, même s'il est généralement en hausse. Ainsi en 2010, plus de 122 000 touristes avaient été accueillis à Izborsk, et il y en avait eu plus de 470 000 en 2017. Les principaux moments d'affluences sont en été ; lors des mois de juillet et août.
Le hameau d'Izborsk — seule localité par ailleurs de l'oblast — jouie du  label des Plus Beaux Villages de Russie, décerné par une association indépendante souhaitant promouvoir les atouts touristiques de petits villages et villes russes ayant un patrimoine riche et de qualité. Ce label entraîne de fortes contraintes pour le site. En mars 2021, une commission de l'organisation est venue , et l'a décerné plus de cinquante points, résultat élevé même pour les localités membres, seulement comparable à cinq autres localités du pays. Ainsi le 17 mai 2021, la localité est devenue la 22e localité membre, avec la signature d'un accord-charte de coopération entre les collectivités locales (le raïon et l'établissement rural)  et l'inauguration d'un panneau « Le plus beau village de Russie » à l'entrée de la rue principale. Izborsk a reçu deux étoiles sur trois, et le président de l'association Alexandre Merzlov a annoncé qu'elle pourrait avoir les trois étoiles d'ici cinq ans. Il a conseillé au hameau de se débarrasser des panneaux et d'enterrer les lignes électriques « car ils gâchent l'apparence générale  ». Il a cependant souligné qu'il est rare qu'il y ait autant de coopération, ici entre le Centre d'information touristique de l'oblast, les autorités municipales et le musée d'Izborsk. Izborsk est la localité la plus ancienne de l'association, et l'association et le hameau espèrent que le flux touristique augmente, permettant la création de nouveaux emplois,.

### Voies de communication et transports

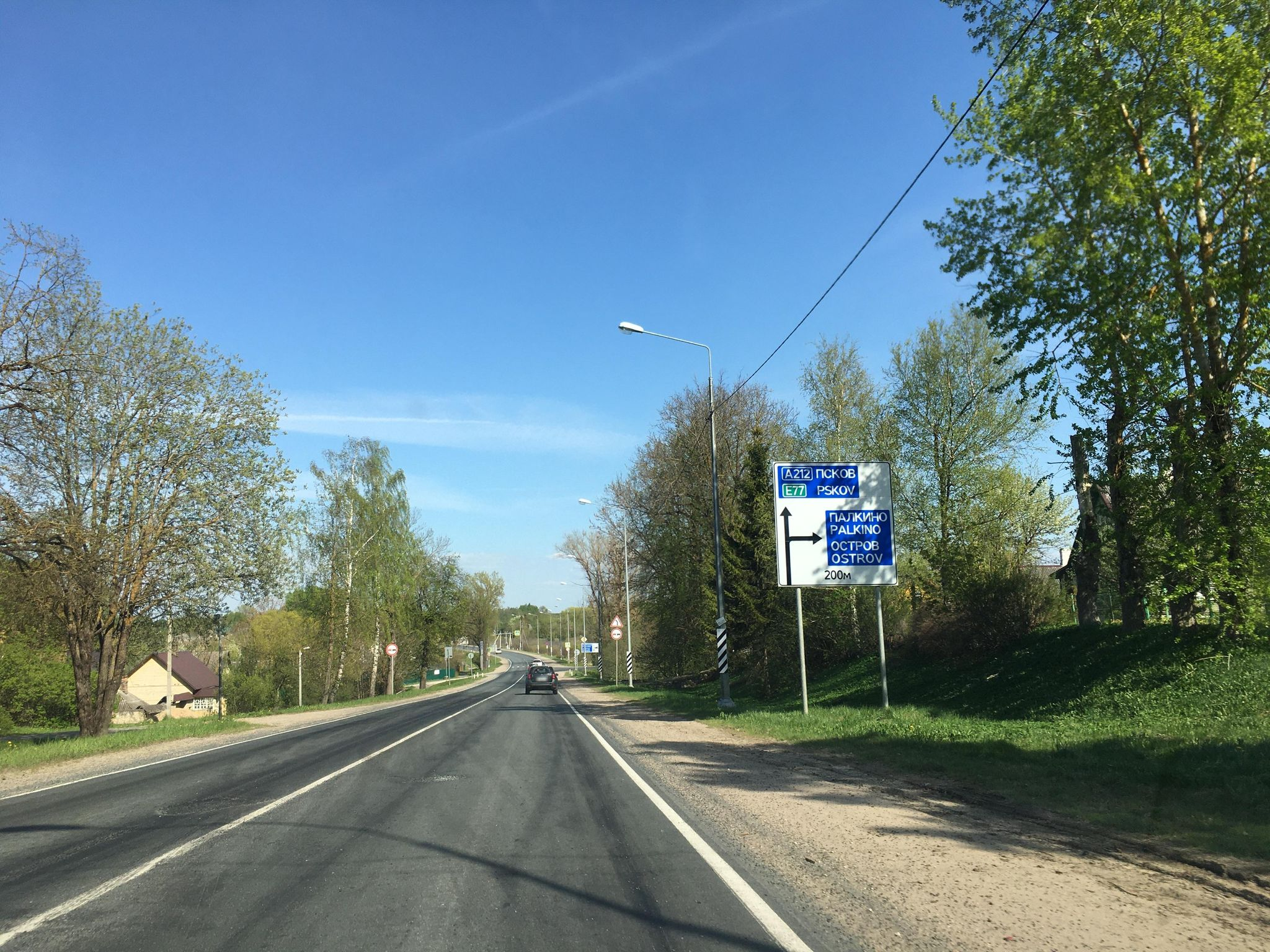
L'A212 à Izborsk, avec un panneau de direction bilingue.

Le hameau dispose de plusieurs connexions routières lui permettant d'être facilement accessible. Elle est ainsi connectée à une route fédérale et à plusieurs routes régionales.
Le hameau d'Izborsk se situe au 31e kilomètre de la route fédérale A-212. La route est une route fédérale, gérée par Rosavtodor, allant de Pskov à la frontière avec la Lettonie, au niveau de poste frontière de Choumilkino (en direction de Riga). Sa longueur est de 55,327 kilomètres, elle fait partie de la route européenne 77 et compte une voie dans chaque sens. Les deux tiers du trajet ont eu leur revêtement changé en 2019, la route est ainsi de bonne qualité. Même si a le statut de route fédérale, et qu'elle se situe sur l'axe Riga — Saint-Pétersbourg, il y a peu de trafic, avec seulement environ 400 véhicules par jour.
Concernant les routes régionales, plusieurs routes terminent dans le village. Dans l'ouest du village part depuis l'A-212 la route régionale 58K-333 longue de 23,229 km qui relie Izborsk à Petchory et la frontière avec l'Estonie avec la route nationale 63. Il y a ensuite la 58K-349, longue de 9,7 km qui part de l'A-212 vers Kossyguino au sud. Enfin, il y a la 58A-313, qui part de l'A-212 pour rejoindre Ostrov au sud-est, sur 56,15 km.
La gare la plus proche est la gare de Novy Izborsk (ru), à une dizaine de kilomètres au nord-est. La gare est ouverte depuis 1889, se situant sur la ligne ferroviaire de Pskov à Riga (ru). Des trains circulent chaque jour entre la gare de la Baltique à Saint-Pétersbourg et la gare de Petchory. Novy Izborsk est l'avant-dernière gare de la ligne, Petchory étant le terminus. Entre Saint-Pétersbourg et Novy Izborsk, les trains passent successivement par les gares de Gatchina, de Louga, de Plioussa, de Strougi Krasnié et par la gare de Pskov-Passajirski,.
L'aéroport le plus proche est l'aérodrome Princesse Olga de Pskov, qui a des liaisons plusieurs fois par semaine avec l'aéroport international de Vnoukovo de Moscou.
Deux lignes de bus, les no 126 et  no 207, partent de la gare routière de Pskov en direction de Petchory, et s'arrêtent dans le village.

## Culture locale et patrimoine

### Lieux et monuments
Izborsk compte 132 objets patrimoniaux culturels, dont 12 sont classés d'importance fédérale et 120 sont d'importance régionale. Sur l'ensemble des objets classés, 59 font partie ou sont un ensemble, le reste étant des monuments uniques. En incluant les monuments archéologiques et les objets identifiés/d'importance municipale, il y en a plus de 200. Par ailleurs, le gouvernement de l'oblast de Pskov souhaite inscrire Izborsk et la vallée d'Izborsk-Maly sur la liste du patrimoine mondial de l'UNESCO, demande réitérée après que les églises de l'école d'architecture de Pskov aient été classées en 2019.
Le patrimoine naturel de la ville est important, avec la vallée d'Izborsk-Maly, déclarée monument naturel d'importance régionale en 2008, concentre sur un territoire protégé de 1 792 hectares. Il y a à Izborsk 1 096 espèces de flore, parfois rares, sans compter les espèces animales.
Jusqu'à 20 évènements culturels sont organisés chaque année à Izborsk, dont par le exemple Nouvel An et les festivités de Noël.

Patrimoine d'Izborsk (sélection) :
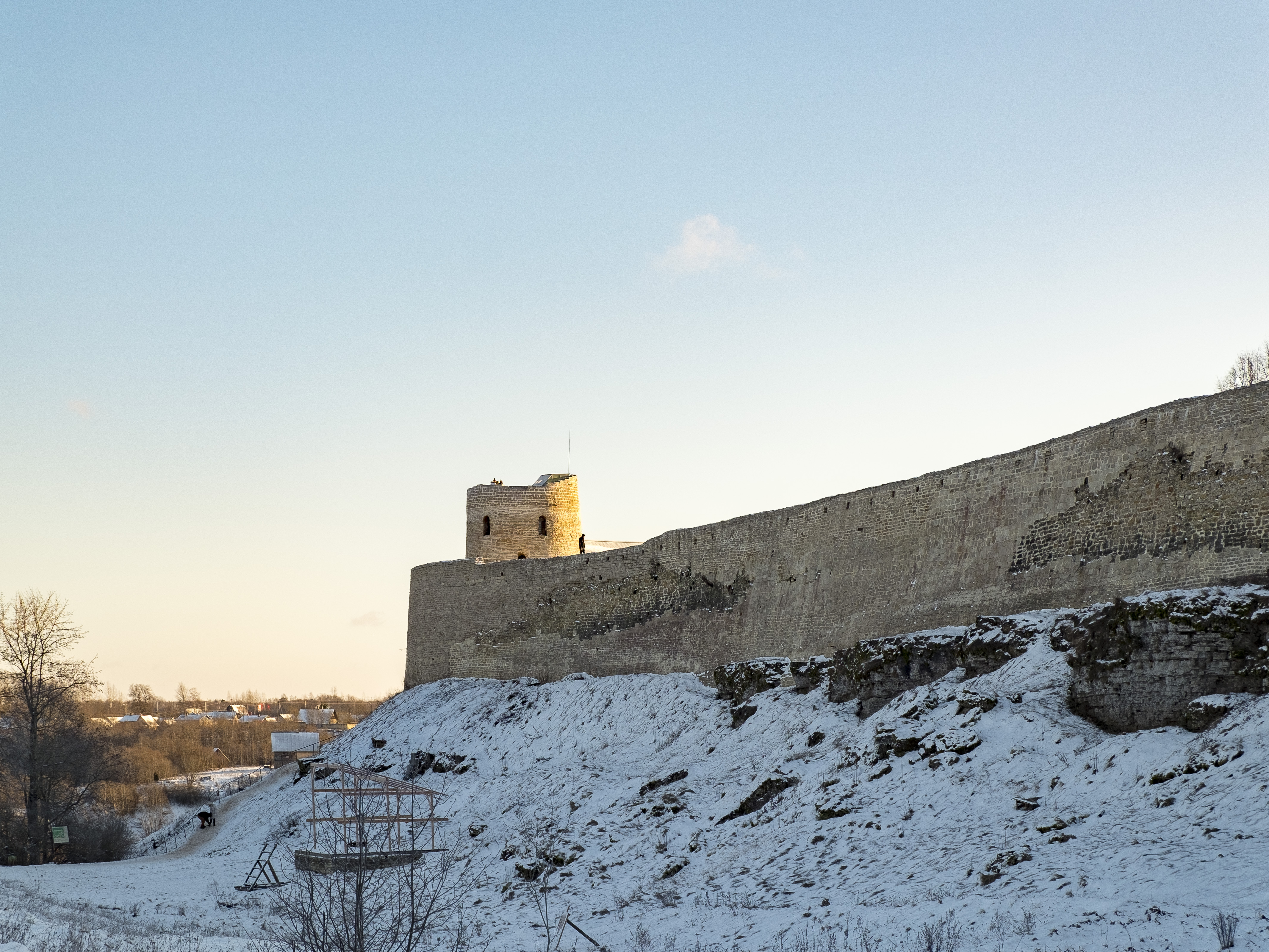
Forteresse d'Izborsk, tour Loukovka.
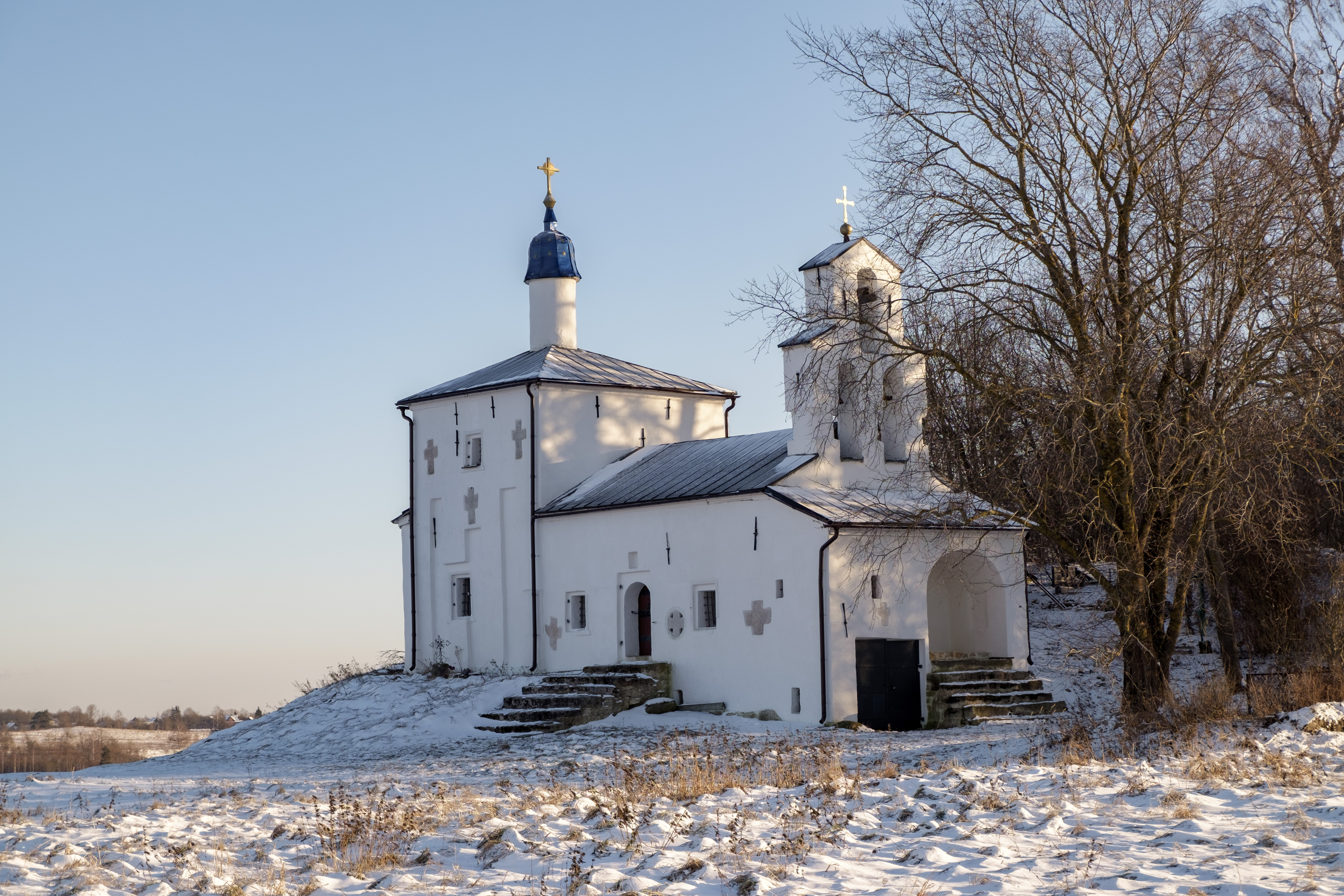
Église Saint-Nicolas-le-Thaumaturge-du-gorodichtché-de-Trouvorovo.
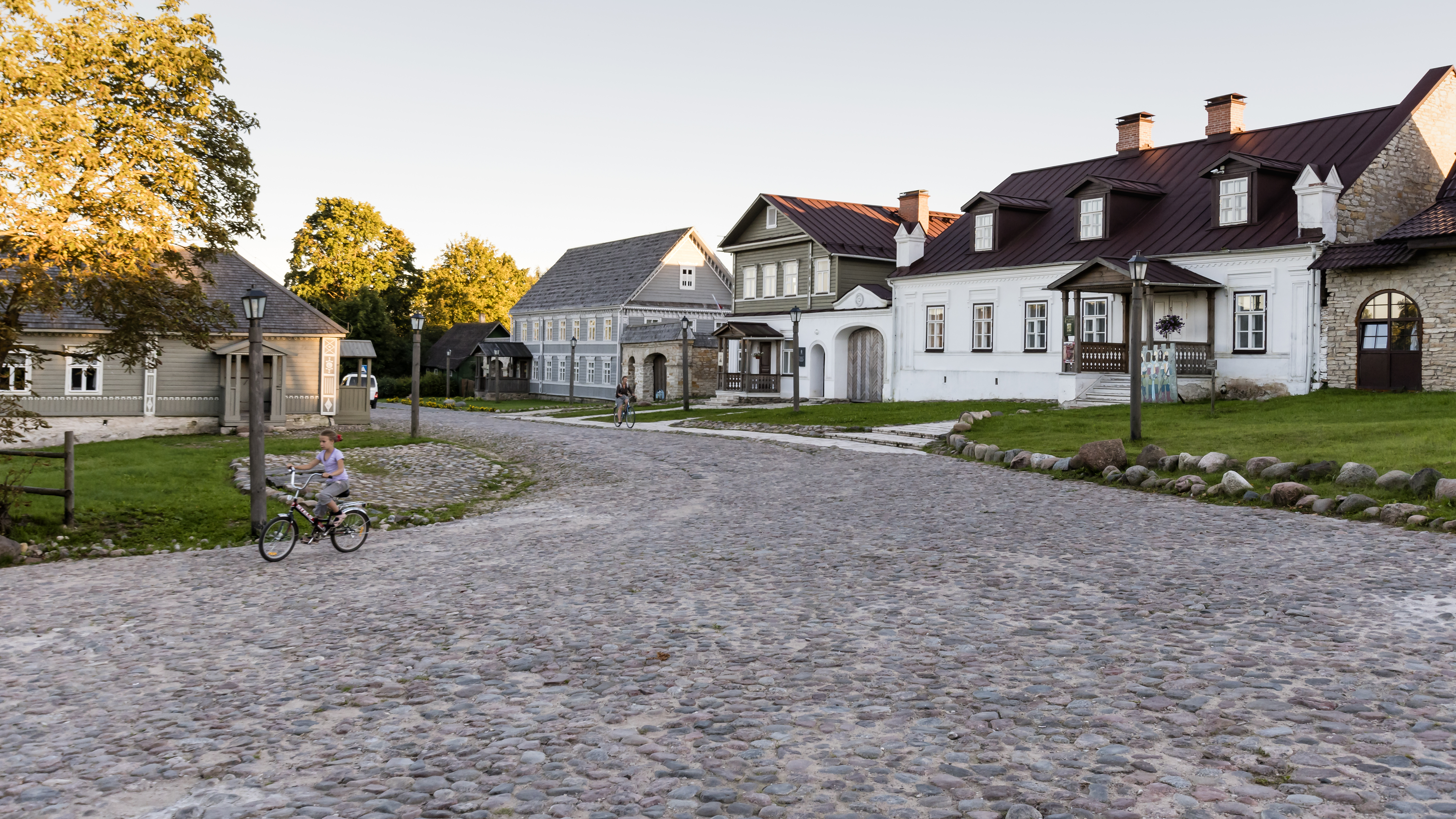
Maisons de la rue Petchorskaïa.
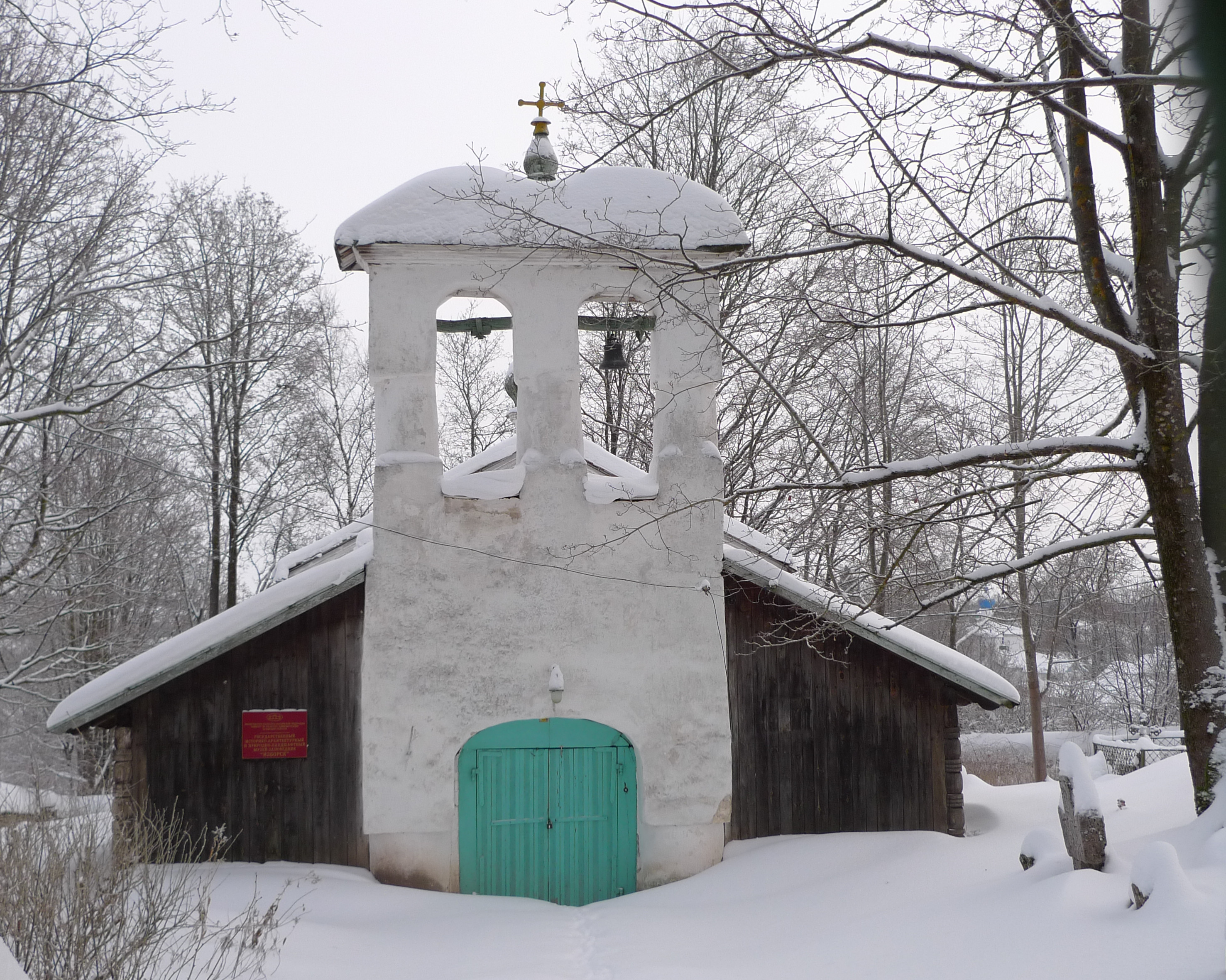
Église Saint-Serge et Nikandros.

### Musée d'Izborsk

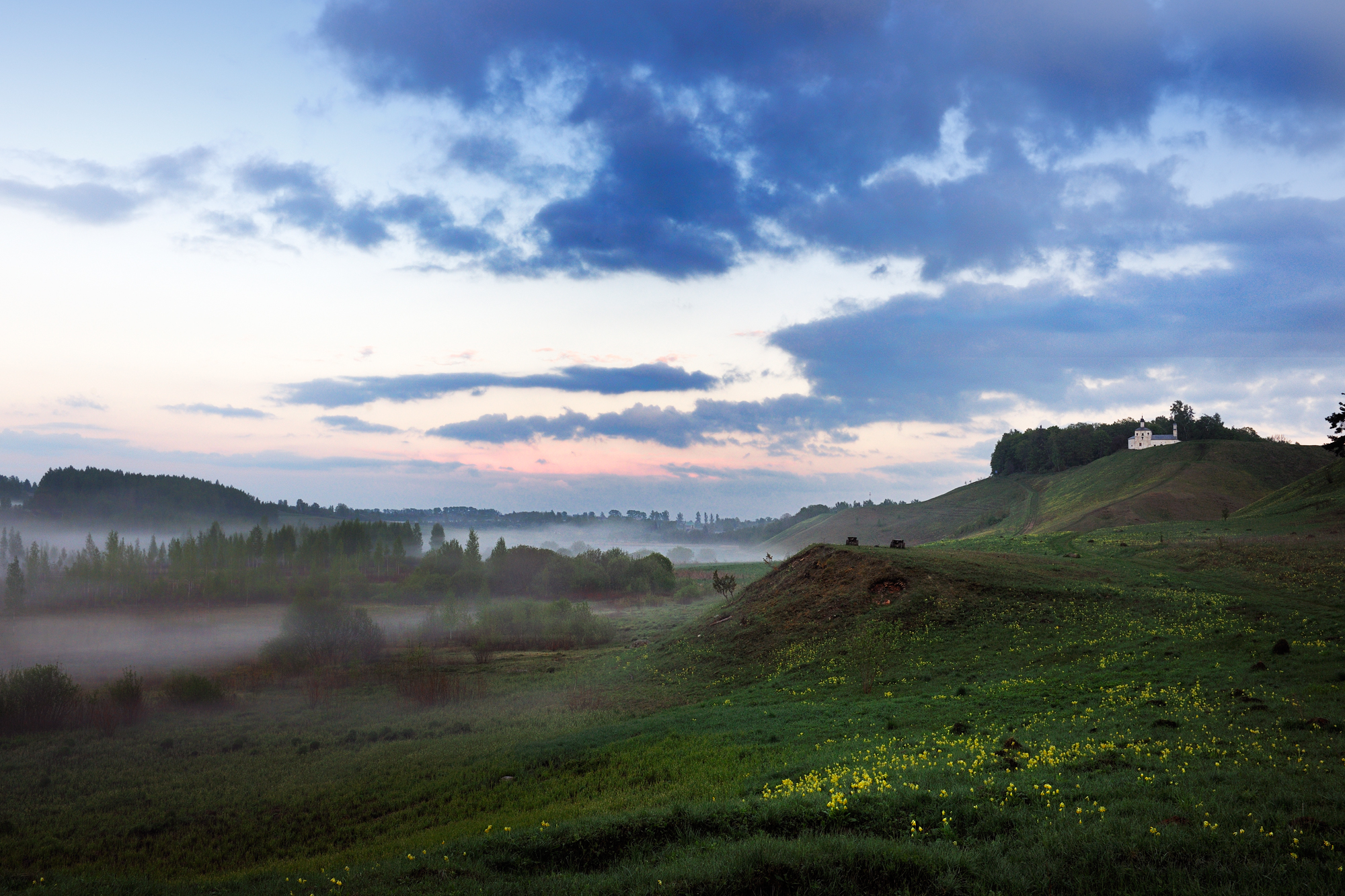
Vallée d'Izborsk-Maly.

Le premier musée d'Izborsk apparaît en 1964, à l'initiative des habitants locaux. Le premier directeur fut l'historien local Sergueï Chtcherbakov, et il était entouré de trois employés de la bibliothèque d'Izborsk. Dès les premiers jours d'ouverture, le musée reçut des objets des habitants. En 1971, un académicien de l'Académie des sciences de l'URSS, Valentine Vassilevitch Sedov (ru), dirige des fouilles archéologiques à Izborsk, permettant de rassembler une collection unique pour le musée. En 1979, le musée est renommé « Musée de l'architecture de défense », dirigé par Leonid Panov à partir de 1982. En 1993, le musée devient indépendant grâce aux efforts de Panov, recevant le statut de personne morale, et se faisant désormais appeler  « Musée historique, architectural et naturel d'État d'Izborsk ».
En janvier 1996, par décret du gouvernement de la fédération de Russie no 43 « Sur les mesures visant à préserver le patrimoine historique, culturel et naturel de la vallée d'Izborsk-Maly dans l'oblast de Pskov », le Musée-réserve d'État d'histoire, d'architecture et de paysage naturel « Izborsk » est créé. Il dispose désormais d'une superficie de 7 734 hectares, incluant la vallée d'Izborsk-Maly ainsi que 181 objets patrimoniaux et autres monuments, dont 12 objets classés d'importance fédérale.
La collection du musée-réserve compte 63 682 objets en 2023. La collection s'étend du tournant des VIIe – VIIIe siècles jusqu'au XVIIe siècle, reflétant l'histoire du lieu et de ses populations. Le nombre total d'objets du fonds archéologique est de 54 981 objets (en 2023), comprenant aussi bien des céramiques que des trouvailles individuelles.
La collection archéologique, de 54 981 objets, a commencé avec les fouilles archéologiques de Valentine Vassilevitch Sedov (ru) de 1971. Depuis 2014, le musée dispose d'un entrepôt spécialement dédié à ses fonds archéologiques. Le dépôt est reconnu par la Société historique russe comme l'un des meilleurs du pays. Parmi les expositions sur l'archéologique, il y a « Chronique de l'ancienne ville d'Izborsk : du début de la Russie à la bataille de Poltava » ; « Histoire ouverte » qui présente les 222 artéfacts archéologiques les plus intéressants (dont des céramiques avec des marques d'artisans ou des plats forgés en fer des Xe – XIIIe siècles). L'ensemble des fonds sont photographiés, mesurés et saisis pour être entrés dans le système automatisé du ministère de la Culture russe.
La collection ethnographique contient 2 337 pièces, dont des meubles, vêtements, ustensiles, outils agricoles et autres. Les vêtements à eux seuls ont plus de 300 pièces, avec des costumes folkloriques, dont du peuple Setos. Le musée possède aussi une collection de documents, de 4 620 pièces, dont des documents d'archives et des photographies anciennes. Les peintures et autres documents graphiques rassemblent 458 pièces, souvent de peintres locaux mais aussi de Piotr Ossovski, Aleksandr Krylov (ru) ou encore Viatcheslav Zabeline (ru).

### Izborsk au cinéma
Malgré sa petite taille, Izborsk a été le lieu de tournage de plusieurs films soviétiques et russes, qui ont utilisé les lieux historiques dont la forteresse comme décors. Le film le plus célèbre est sans doute Andreï Roublev d'Andreï Tarkovski de 1967. Andreï Tarkovski, en visitant Izborsk, s'est rendu compte qu'Izborsk était le « choix idéal pour le rôle de Vladimir. ». L'équipe du film ramena 300 à 350 chevaux à Izborsk, dont 90 de l'hippodrome, et les autres en appelant toutes les fermes du coin, pour filmer la scène de la bataille. Près d'Izborsk ils construisirent une église qu'ils firent brûler pour le film.
Izborsk est représentée entre autres dans la scène avec l'invasion des Mongols. Izborsk apparaît en suite dans L'Étoile d'un merveilleux bonheur de 1975 de Vladimir Motyl, en particulier dans la scène du mariage et dans plusieurs scènes après l'Insurrection décabriste. En 1979, Izborsk apparaît dans une des parties de Livre ouvert (ru) de Viktor Titov, particulièrement dans le duel entre Lvov et Raïevski, mais aussi dans d'autres parties.
On retrouve aussi Izborsk et sa forteresse dans La Fête de Neptune filmé en 1986 par  Youri Mamine, puis dans la La Singularité de la femme en 1999 de Dmitri Meskhiev. En 2011 et 2015, Aleksandra Strelianaïa (ru) y filme Soukhodol (ru) et Le renard rusé.

## Personnalités liées à Izborsk
- Anatoli Garšnek (1918-1998), compositeur.